# 終末のワルキューレ
『終末のワルキューレ』（しゅうまつのワルキューレ、英題：Record of Ragnarok）は、原作：梅村真也、構成：フクイタクミ、作画：アジチカによる日本の漫画作品。コアミックス（旧ノース・スターズ・ピクチャーズ）の月刊誌『月刊コミックゼノン』にて、2018年1月号より連載中。
神々による人類滅亡の決議に待ったをかけた戦乙女が、人類史上最強の英傑たちを選出して戦いを挑む様を描いたバトル作品。連載開始直後から話題となり、2018年5月に発売された単行本第1巻は発売直後から品薄となったため、大量重版となった。また、同年9月に単行本第2巻が発売された際には、作者のアジチカが第1話をすべてTwitterで公開したことから、読者を大きく増やした。2024年12月時点で累計部数は1800万部を突破している。
スピンオフ作品として、第1回戦で登場した呂布奉先を主人公とした『終末のワルキューレ異聞 呂布奉先飛将伝』（作画：オノタケオ）が、同誌にて2019年12月号から2023年1月号まで連載。2019年12月号には錦ソクラの漫画『3年B組一八先生』（『近代麻雀』掲載）との読みきりコラボレーション漫画も掲載された。公式スピンオフ第2弾として、第4回戦で登場したジャック・ザ・リッパーをメインに描いた『終末のワルキューレ奇譚 ジャック・ザ・リッパーの事件簿』（作画：イイヅカケイタ）が、同誌にて2022年12月号から連載が開始された。ほかのスピンオフとして、本作を原案として神同士の闘いを描いた『終末のワルキューレ禁伝 神々の黙示録』（原作：成瀬乙彦、作画：岡本一兵）が、同誌にて2024年8月号から連載開始。
メディアミックスとして、2021年にアニメ化、舞台化された。

## あらすじ
人類の誕生から700万年。進歩の兆しがない人類を見限った神々は、1000年に1度開かれる「人類存亡会議」にて、人類に「終末」を与える決議を行った。そこに戦乙女（ワルキューレ）の長姉・ブリュンヒルデは決議に待ったをかけ、超特別条項に基づく神VS人類最終闘争（ラグナロク）で人類の行く末を決めることを提案する。当初はその申し出を相手にしなかった神々だったが、ブリュンヒルデの挑発にプライドを傷つけられたことでラグナロクの開催を決定した。かくして、天界が誇る最強神たちと、秘術「神器錬成」で神器と化した戦乙女たちを伴う最強の人類「神殺しの13人」（エインヘリャル）による、13番勝負の幕が上がる。
第1回戦：中華最強の英雄・呂布奉先vs雷の狂戦士・トール
北欧の最強神・トールが出場する初戦に、ブリュンヒルデは中華史上最凶かつ最狂の戦士と謳われる呂布奉先をぶつける。生まれてから最強の名を独り占めにしてきた呂布は自分と互角に渡り合うトールに歓喜し、トールもまた、戦乙女の四女・ランドグリーズが神器錬成した方天戟で自身に傷をつけた呂布を好敵手と認め、戦いを楽しむ。呂布はトールのヤールングレイプルを方天戟で破壊するも、それは封じ込まれていたトールの全力を引き出すことになった。トールの秘技「覚醒雷槌」によって両脚を破壊された呂布は、闘技場に乱入してきた愛馬の赤兎馬に跨がり、生前に最強の敵との邂逅を信じて完成させた一撃「天喰」で逆転を狙う。全力での打ち合いの末に、呂布は神器もろとも右腕を失うが、全てを出し尽したことに歓喜しながら消滅する。
第2回戦：全人類の父・アダムvs全宇宙の父・ゼウス
人類に勢いを取り戻すべく、ブリュンヒルデは原初の人類・アダムを次鋒に送り込む。対する天界は、神々の長たるゼウスが自身の出番を待ち切れずに名乗りを上げる。アダムは戦乙女の七女・レギンレイヴが神器錬成したメリケンサックスと、あらゆる攻撃を一瞬で模倣する「神虚視」によって優位に立ち回り、その強さを認めたゼウスは最強形態「阿陀磨須」で対抗する。「阿陀磨須」の攻撃をも模倣するアダムだったが、これらの力はどちらも自らの身体に大きな負荷をかけるものであり、試合は相手の限界を待つ我慢比べとなる。そして遂にアダムが「神虚視」の高負荷による失明を迎えて敗北の危機を迎えるが、アダムは敢えて攻撃を受け続けることでゼウスを捕捉し、人類のために拳を振るい続ける。壮絶な殴り合いの末、ゼウスが耐えきれずに尻をつくものの、アダムが殴り合いの最中に既に死んでいたことが判明し、神側に軍配が上がる。
第3回戦：史上最強の敗者・佐々木小次郎vs大海の暴君・ポセイドン
2連敗で後がないブリュンヒルデは、神側の第3鋒が神すら恐れるポセイドンだと分かると対戦者を決めかねていた。そこに「史上最強の敗者」こと佐々木小次郎が名乗りを上げ、ブリュンヒルデは死後も岩流の技を進化させてきた小次郎に望みを見出す。小次郎は最速の先読み「千手無双」で真っ向から渡り合うが、底知れぬ強さを見せるポセイドンによって、戦乙女・フリストが神器錬成した備前長光三尺余寸をへし折られる。勝負ありと思われた直後、小次郎はフリストの能力で折れた刀を大小二本の刀へと「神器再錬」することに成功。加えて生前に戦った剣士達の技術を駆使する「二天岩流」でポセイドンに再び挑む。対するポセイドンは全力の攻撃によって小次郎の心を折りにかかるも、自身を信じる幾多の剣士達の鼓舞で奮起した小次郎は神の手すらも完璧に先読みする「萬手無双」に開眼。ポセイドンの攻撃を躱し続けた小次郎は奥義「双燕斬虎万刃撩乱」によってポセイドンを倒し、小次郎と人類はついに悲願の初勝利を飾る。
第4回戦：霧の殺人鬼・ジャック・ザ・リッパーvs不屈の闘神・ヘラクレス
ポセイドンの消滅を目にした神々は人類の強さとブリュンヒルデの本気を再認識し、ギリシャ神敗北の借りをギリシャ神で返したいとするゼウスらの要望でヘラクレスを出場させる。一方ヘラクレスが出場すると知ったブリュンヒルデは、当初からヘラクレスの対戦相手と決めていた殺人鬼のジャック・ザ・リッパーを選出し、ジャックの要望をヘラクレスが了承したことで両者は19世紀ごろのロンドンの街並みを再現した闘技場で激突する。ヘラクレスは、序盤からジャックの変幻自在な攻撃を真っ向から迎え撃ち、「十二の災禍と罪過」の御業で追い詰める。しかしジャックは、戦乙女・フレックを強制的に神器錬成させた手袋によって触れた物体を神器へと変化させる能力を、幾重にも巡らせた策謀によってヘラクレスを欺いた末にその左腕を切り落とす。劣勢になりながらも衰えず、人類に抱く愛をもって、ジャックの過去やそれに由来する歪みと向き合うヘラクレスと、その純粋な「真実の愛」を持つ心を絶望に染めたいジャックの戦いは激しさを増していき、最後はジャックが瀕死になりながらも最後の武器として命を賭けて作り上げた、手袋に自身の血を纏わせ、神器と化した手刀「Dear GOD」にてヘラクレスの身体を刺し貫くことに成功し致命傷を与える。しかし最後までヘラクレスの心は変わることなく、勝利したジャックもヘラクレスの心を絶望に染められなかった自身の負けを認める。ヘラクレスは人類の救済をブリュンヒルデに託して消滅し、ジャックは自身が経験のない感情を覚えながら第4回戦は幕を閉じる。
第5回戦：無類力士・雷電為右衛門vs宇宙の破壊神・シヴァ
4試合を終えて2勝2敗とイーブンになった状況で、兄のように慕っていたヘラクレスへの思いを押し殺したブリュンヒルデは、最強の力士・雷電為右衛門を選出して勝ち越しを狙う。一方負け越しを許容できない神側は、インド神話最強の破壊神・シヴァを出場させ、第5回戦は両者による真っ向からの格闘戦となる。
時を同じくして、これまでの試合を観戦していた神側の代表・ロキは、神々に拮抗する人類に対して抱いた疑問から、同じ代表である釈迦を裏切り者と疑う。両者は一触即発の状況となり、その場に毘沙門天率いる天界処刑人の七福神、試合を終えた小次郎、さらに人類側の代表として順番を待つ沖田総司と近藤勇が乱入したことで場外乱闘の機運が高まるが、ゼウスとオーディンの介入によりそれぞれに遺恨を残す形で、事態は収まった。
一方試合は、スルーズが神器錬成した超筋外骨締廻によって本来の力を発揮した雷電がシヴァの腕を自身の手で一本握り潰す波乱の展開を迎えていたが、互いに自身を信じるインド神界の仲間の思いを受けたシヴァ、力士ら人類の声援を受けた雷電は互いに自身の限界まで大技を繰り出し、闘いは命の削り合いとなって行き、人類・神問わず興奮へと導く。最後に最強の技をぶつけ合い結果としてシヴァが雷電の右腕を破壊する。力士の意地を貫き転倒を防ぐも余力を失った雷電は、悔いを残さずに全力の相撲を満足するまで取れたことをシヴァに感謝し、シヴァも最後まで膝をつかなかった雷電を褒め称え最高の試合を創れた事に感謝しその首を斬り落とし、神側が3勝目を手にする。
第6回戦：天上天下唯我独尊男・釈迦vs七福神一柱・毘沙門天⇒伝説の凶神・零福⇒第六天魔王・波旬
第5回戦終了後、ゼウスは第6回戦の神代表に釈迦を選ぶが、釈迦は闘技場に現れるや否や、突如人類側からの出場を宣言する。動揺と怒りを覚える神々であったが、ゼウスは釈迦の申し出を認め、改めて神代表として毘沙門天を選ぶ。毘沙門天は他の七福神らと一つとなり、本来の姿である零福へと変化し、混乱の中、試合が始まる。
試合は、釈迦の相手の魂を見る事で未来を視ることが出来る『正覚阿頼耶識』の力で釈迦が徐々に押していくが、零福は戦っているうちに、釈迦が一番自分のことを理解してくれると知るようになり、自身が釈迦のようになりたかったのだと自覚する。そのタイミングで武器から素手での殴り合いに移行。殴り合いの中で零福は幸せだと自覚し、釈迦のストレートを食らって零福はKOされ、元の善神に戻って再度人類を信じようとしていた。だが突如として零福の角が異変を起こし、零福に埋め込まれていた波旬の芽が覚醒。芽は零福の身体を苗床に第六天魔王・波旬へと成長。第2ラウンドへと移行する。
かつて冥界を半壊させた圧倒的なパワーとスピードに、今度は釈迦が深手を負わされて追い込まれていき、釈迦の神器・六道棍も破壊されてしまう。神器を失って絶体絶命に陥った釈迦であったが、零福の斧爻を神器蓮生で大円寂刀・零にすることで再び波旬に挑む。釈迦が何処までも自身に対して絶望をしないことに恐怖した波旬によって、再び未来視が行えるようになった釈迦が徐々に優勢になって行きついに身体を両断された波旬の身体は消滅を始め、零福は釈迦の勝利を喜び七福神らと共に旅立っていった。その姿に釈迦は涙し零福に別れを告げた。こうして対戦相手が変化する混沌とした戦いは人間側代表の釈迦が勝利した。
第7回戦：始まりの王・始皇帝vs冥界の王・ハデス
6回戦終了後、神側は釈迦の裏切りによって発生した出場枠に冥界から天界に来ていたハデスがポセイドンの仇討ちをするべく出場を決める。一方ブリュンヒルデは7回戦の神代表がハデスだと知ると、ハデスに対抗し勝利できるであろう闘士として始皇帝を選ぶ。
戦いは一進一退の互角の攻防となり、戦いの中で両者は互いに相手を王と認め合う。始皇帝が自身の目当てを取ったことで、「星」を見れるようになり、徐々に始皇帝優勢となっていくも、バイデントにハデスの血を流し込んだことで進化した神器、宿命の四血槍による一撃を始皇帝が防ぎきれず、左肩を神器ごと貫かれる。始皇帝の想いに答えたアルヴィトは能力の全てを始皇帝へ捧げることを決め、神器である神羅鎧袖を始皇勾践剣へと形を変えて、ハデスに対抗するも技の撃ち合いに負け左肩を斬り飛ばされてしまう。絶望的な状況の中で勝機を見出した始皇帝は自身の信念と矜持を貫くため瀕死の状態で立ち上る。両者の最後の一撃がぶつかり合った結果、ハデスの宿命の四血槍が打ち砕かれる結果となりハデスは斬られた。斃れたハデスは始皇帝を王と賞賛し、弟達に誓いを守れなかった事を詫び、消滅した。ハデスの消滅を見届けた始皇帝はハデスと戦い語り合ったことに感謝しハデスを『盟友』と呼びハデスへ礼を取った。こうして7回戦は始皇帝の勝利となり人類は遂に神に対して始めて勝ち越すことが出来た。
第8回戦：人類唯一の魔法使い・ニコラ・テスラvs呪われし蠅の王・ベルゼブブ
冥王ハデスの敗北に多くの神々が動揺や様々な感情を隠せない中、ブリュンヒルデは次の闘士にニコラ・テスラを選出する。一方で神側はベルゼブブが自ら8回戦への出場を表明した。
戦いはベルゼブブの持つ能力『悪魔の羽ばたき』と神器の『アポミュイオスの杖』の力の前に苦戦を強いられるテスラであったが、神器である『-超人-自動機械B』を使い『神々の監獄』を発動させる。そして『神々の監獄』を発動させたことで神器の能力を最大限に使えるようになったテスラは反重力システムによる浮遊と瞬間移動からの攻撃により、ベルゼブブに大ダメージを与える。大ダメージを受けたベルゼブブはハデスを殺した人類への憎しみから冥界で禁忌とされた技『虚神』を使う。闘技場を破壊する程の威力にテスラは最大出力の攻撃で『虚神』の一部を相殺するも相殺しきれなかった分の攻撃を受けて重傷となり、ベルゼブブ自身も『虚神』の使用による反動で重傷を負う。
互いに重傷の状態で命懸けで全力を出し、最後は闘いの中でテスラが『科学』を進化させたことによる、右腕の瞬間移動による挟撃で倒そうとするも、それを読んでいたベルゼブブが防いで、テスラに止めを刺す。敗北が決定的になったテスラは、最期に自身の敗北に落ち込む人類に対して、エールと檄を送って完全消滅した。
第9回戦：人類史上最強の反逆者・レオニダスvsポイボス・アポロン
4勝4敗の状況でゼウスは9回戦の神代表にアポロンを選出する。一方でブリュンヒルデはレオニダスを選出し、レオニダスは9回戦にアポロンが出ると知ると、アポロンを自らの手で殺すために9回戦への出場を決めた。
闘いは互いに意地と誇りを真っ向からぶつけ合う闘いとなる。最後は互いに最強の矛と盾のぶつけ合いとなり、神器の盾が砕け瀕死の重傷を負ったレオニダスは最後にスパルタ兵達に問いかけた質問の答えに満足して笑みを浮かべて完全消滅した。
第10回戦：人類史上最強の人斬り・沖田総司vs天界最強の神斬り・スサノヲノミコト
人類消滅まで後2敗と言う状況の中ブリュンヒルデは次の人類代表を選べずにいたが、その最中沖田総司が自ら名乗りを上げブリュンヒルデは10回戦の人類代表を沖田総司に決めた。一方神側は当初はアヌビスが10回戦の神代表であったが、10回戦の人類代表が沖田だと知ったスサノヲノミコトが沖田と戦いたいからと、強引に割り込んで行った結果アヌビスからスサノヲが10回戦の神代表に変わった。
スサノヲの希望で10回戦の闘技場は、幕末の「京」を再現した舞台となった。
第11回戦：白い死神・シモ・ヘイヘvs神界最凶の悪戯小僧・ロキ

## 主な登場キャラクター
声の項は特記が無い限りアニメ版の声優、演の項は舞台版の俳優を示す。
ブリュンヒルデ
声 - 沢城みゆき / 演 - 飯窪春菜
本作の主人公で戦乙女の長姉。かつて身体を人間にまで落とされた経験から半神半人となった。そのことから人類との繋がりが深く、神々にラグナロク開催を提唱する。普段は凛とした佇まいをしているが、感情が高ぶると粗暴な表情や口調を見せ、動揺すると特製のサルミアッキパイをやけ食いする。
ラグナロクでは人類代表の闘士達の出場の出番や、彼らの相棒となる戦乙女達の采配を行う。戦乙女達の消滅を見ても哀しみをあらわにすることは無く冷酷なまでに振る舞うが、一人になると消滅した者たちを思い涙する一面を見せる。ラグナロクが決まる前から密かに準備をしており、釈迦へ一蓮托生を教わりに行っていた。
ゲル
声 - 黒沢ともよ / 演 - 田上真里奈
戦乙女の末妹で、見習い戦乙女。長姉であるブリュンヒルデに付き従っているが、彼女の挑発的な態度には恐れをなしている。
ボクっ娘で、語尾に「っス」とつける特徴がある。

### 神々

#### 神々の闘士
トール
声 - 緑川光 / 演 - 山口智也
オーディンの息子で、北欧神話最強と謳われる戦神にして「雷の狂戦士」の異名を持つ雷神。神器は身の丈を上回る巨大な戦槌・ミョルニル。普段は鉄製の手袋・ヤールングレイプルを身に着けて使用しているが、神話で伝えられるようトールの身を守るものではなく、覚醒する前のミョルニルをトールが握り壊さないための役割を果たしている。
かつて天界のアースガルズに侵攻して来た巨人軍66体を単独で殲滅するが、その時すら退屈を覚える程。自身の全力を振るう機会を得られずに退屈を覚えていたが、自身と互角に戦う呂布の強さの前に自身の好敵手と認め、全力を出せることに笑みを浮かべ喜び戦った。呂布に勝利した後、乱入した陳宮（声 - 濱野大輝）や赤兎馬ら呂布軍の兵士達が挑んできた際にも、自身が友と認めた呂布への手向けとするために全力で迎え撃ち、これを葬った。闘い後は自身の部屋に戻ってラグナロクを観戦している。釈迦が人類側での参戦表明を見た際には笑みを浮かべていた。10回戦の最中に起こった釈迦とベルゼブブとオーディンの衝突の際には介入し、秘めていた熱い想いを吐露してその場を収めた。
ゼウス
声 - 高木渉 / 演 - 加藤啓、関本大介、鯨井謙太郎
ギリシャ神話の最高神で、神々の中でも屈指の権力を持っており、ヴァルハラ評議会の議長も務めている。「全宇宙の父（ゴッドファーザー・オブ・コスモス）」という異名を持つと同時に神々の中でも一、二を争う戦闘狂であり、「戦闘愛好嗜虐変態神（エロジジイ）」とも呼ばれている。
本来は最後の試合に出場予定だったが、順番を待ちきれずに出場予定だったシヴァに駄々をこねて譲ってもらい第2回戦に出場した。
第6回戦で釈迦が神側ではなく人類側での出場を宣言した時には、動揺や憤激する神々の中で真っ先に、ラグナロクのルール上ではなんの問題ないと、釈迦の人類側での出場を容認し認めた。釈迦へ本当なら自身が再度戦いたいといいつつも、釈迦の相手として神代表に毘沙門天を選んだ。
普段は細身で小柄の老人だが、戦闘時は筋肉が肥大し見上げるほどの巨漢へと変貌する。武器は使用せずに自身の身体のみで闘い、その拳は音速を超える。奥の手として自身の筋肉を限界まで圧縮し凝縮した状態である「阿陀磨須（アダマス）」があるが、肉体への負荷が激しく、限界を迎えると普段の姿に戻ってしまう。ヘルメス曰く「ベストの状態なら12〜13分もつ」。
ポセイドン
声 - 櫻井孝宏 / 演 - 相馬圭祐
ゼウスの兄の一人で、オリュンポス12神に名を連ねる海洋神。「大海の暴君」「海のゼウス(ゼウス・エナリオス)」とも呼ばれている。誕生日は7月15日。血液型はA型。老体なゼウスとは対照的に整った顔立ちの美青年として描かれる。神器はトライデント。アレスやヘルメスから「最も神らしい神」と称されるほどに傲岸不遜。兄であるハデスからは「どんな神よりも気高く真っ直ぐであり、誰よりも王の称号に相応しい神」と言われており、見下した相手は「雑魚」と呼び視線も合わせず、戦闘でも自らは動かず向かってきた相手、間合いに入った敵を一撃で迎撃する。原初より完全無欠な存在である神には仲間も謀も不要と考えており、かつてその思想に反した実兄アダマスを殺害した挙句に最初から存在しなかったことにしたこともあり、他の神々からも恐れられていて「最恐神」とも呼ばれている。このため、他の神々とは違って最後まで対戦者の佐々木小次郎を認めることもなく、その消滅もヘラクレスほどに惜しまれることもなかった。
ヘラクレス
声 - 小西克幸
ギリシャ神話の半神半人。爽やかな好青年で、ワルキューレ達からも「兄様」と呼ばれ神々からもヒーロー的存在として慕われている。半神半人であるが故に、人類の終末には反対しており、ラグナロクでは自身が神代表として勝った際は人類を守るべく働きかけるつもりでいる。かつてヘラクレスと戦ったことのあるアレスからは、ヘラクレスの強さの本質は神であるアレスのみならず、ゼウスにすら不屈を通した「強靭な心」であると言われており、何者にも屈せずに何度でも立ち上がることから「不屈の闘神」と呼ばれている。
神器はライオンの頭部の形を模している棍棒。身体にある入れ墨は、かつて神になる直前に十二の難業を成し遂げたことで体得した、十二の神技である「十二の災禍と罪過」を使用するたびに身体に広がるが、普通の神なら1ミリメートル広がるだけでも失神するほどの痛みが身体に襲いかかる。全身に広がると完全消滅する。
人間の頃はアルケイデスという名前でテーバイで暮らしており、少年の頃から「正しき者の味方でいたい」という信念を貫き通して生活を送っていた。アレスによるテーバイへの侵攻時に、神軍に対抗するためテーバイの神殿にあったゼウスの血を飲み、アムブロシアに耐え抜いたことで神であるゼウスの力を得た。神軍の先鋒を単独で壊滅させ、軍を率いていたアレスとも互角に渡り合うが、ゼウスによって戦いが止められた。ゼウスから神になるよう提案されると、神になる条件として、今後二度と人類に仇なさないことをゼウスに約束させた。このことから、アレスからの信頼はとても厚く「神友」と呼ばれている。
対戦相手であるジャックのことは、多くの人間の生命を弄んだクズだと考え、自分の相手として選んだブリュンヒルデに怒りを露わにしていた。しかし、戦いの中でジャックが貧苦や裏切りから絶望に負けて快楽に染まってしまったことを知り、戦いの中でジャックが持つ苦しみからジャックを救うことを決めた。戦いの末にジャックを「大したやつ」とその強さを称賛した。完全消滅の間際ジャックとの闘いに満足し、ブリュンヒルデに人類の救済を託して完全消滅した。ヘラクレスの消滅にはアレスやロキなど多くの神々だけでなくブリュンヒルデやゲルやテーバイの民や、対戦相手のジャックなど多くの者達が哀しみを見せた。
シヴァ
声 - 鈴木達央
薄紫の肌に4本の腕、額と目の下合わせて3つの目を持っている。
印度神話の破壊と創造の神であり、「宇宙の破壊神」と呼ばれている。印度神界の絶対神であり印度神1117柱の頂点。ゼウスと同じく武器は使用せずに自身の身体で戦う。
本来なら第2回戦に出場する予定であったが、駄々をこねたゼウスに対して先輩であるからと貸しを作る形で出番を譲る。次いで第4回戦に出場しようとするも、ギリシャの借りはギリシャで返したいというゼウスらギリシャ神らの要望で辞退し、満を辞して第5回戦で出場。
かつては印度神界ではほぼ無名の神で将来は「踊りの王」（ナラタージャ）になろうとしていたが、親友であるルドラ神の「印度神界の天辺に立つ」という願いに誘われて自身も付き合い始め、ルドラと共に闘いの日々を送る。ついにはインド神界の強神1115柱の神々全てを倒し、ルドラと共にインド神界の天辺に共に立つ。ルドラからの提案で印度神界の絶対神である最強の1人を決めるために戦う。序盤こそ互角だったが次第にシヴァが優勢になるもルドラは折れず、彼の夢を叶えるために降参しようとするが全力で闘う相手に手を抜かれることを嫌ったルドラが先に降参して、ルドラに夢を託される形で印度神界の頂点に立つこととなる。この一連の出来事により印度神界の神々からは絶大な信頼を得ている。
雷電との戦いで、全力での相撲を解放して、力士として雷電が背負っている物をいいものと言い、直後に通路にいたルドラらかつての強敵らの顔と自身の勝利を願っている印度神達を見て、雷電と同じく自身を信じている印度神達のためにも敗けられないと言い、限界を超えるために自身も試したことの無い、『輪廻舞踏灰燼』を発動させ、雷電と互角に戦い最後の大技の撃ち合いに勝利した後に、シヴァのおかげで後悔を残さずに自身の相撲が取れたことに感謝を述べた雷電を「大した漢」と認め、首を切り落とした後に自身も雷電のおかげで最高の試合を創れたと感謝した。
雷電に勝利した後ルドラと再会し、戦いで失った腕の治療をしており、10回戦の前には腕は元通りに回復していた。6回戦の釈迦の人類側での参戦表明を見た際にはトール同様笑みを浮かべていた。
釈迦
声 - 中村悠一
仏教の開祖。タンクトップにサンダル、サングラスに大きな耳飾り、全体的にユルい服装をしている。棒付きキャンディーやフーセンガムなどの菓子を好んでおり、菓子は他の神に譲ることは基本的にない(ただし、自分からあげようとする時もある)。かつてはシャカ族の王子、ゴータマ・シッダールタとして生まれるが、煩悩に喘ぐ人間を救うために、城と家族と煩悩と六情を捨てて真理を追い求め、ただ独りで歩み真理に達した。人々に道を示し仏として散ったため神々からは「人類史上最強のドラ息子」と呼ばれており、人類からは敬意を込めて「釈迦」と呼ばれている。神器は『六道棍』であり、先端に六道に対応する観音の加護が込められたマニ車が付いている。釈迦の感情に反応して様々な武器の形状に変化する。波旬との戦いで六道棍が破壊された後は、零福の斧爻を神器連生し一蓮托生によって新たな神器である『大円寂刀・零』へと変化させた。随所に七福神の一字を刻んだ玉をつけている七枝刀でありブリュンヒルデによると釈迦にしか生み出せない究極の神器。
相手の意思によって発生する魂の揺らぎを見ることで相手の行動を事前に「識る」ことが出来る『正覚阿頼耶識』と言う能力を持ち、これによってほんの寸秒先の未来を見ることが出来る。
ゼウスやブリュンヒルデをちゃん付けで呼んだり、何処か抜けた緊張感のない緩い性格であるが、他人の意思では決して動かず善悪や敵味方や人類神などは関係なしに、自身の行動は自身で決める『天上天下唯我独尊』を地で行く性格である。人・神問わず、裡にある幸福を否定したり、運命を押し付けようとするものたちを嫌っており、ブリュンヒルデは、なにものにも縛られず生きたいように生きる釈迦のことを『史上最強の思春期』と語っている。
ブリュンヒルデが人類存続会議の前に自身に一蓮托生を教わりに来た際、ブリュンヒルデがずっと前から密かにラグナロクに向けて準備をし、その頃から自身を神と闘わせようとしていると感じつつも、ブリュンヒルデが放っては置かないからとの理由で自身の意思で人類側で神と闘うことを決めたことから、ブリュンヒルデに戦慄を覚えさせ「恐ろしい」と言わしめた。また、彼女からは「他人の意思で動くようなタマでは無い」「天界で仏陀以上の神嫌いはいない」と言われている。
釈迦が自由人になった背景には、かつて自身に与えられた役割と運命による、世俗的に幸福な一生を押し付けられることに疑問を抱いていたところ、親愛していた従兄の王が釈迦と同じ悩みを持ち、与えられた幸福による、自身の人生に対して疑問を持ち、自身が何ひとつ知らないことへの弱音を聞く。その従兄がほどなくして死んだ後、幸せとは感じられないのに自身が亡くなったあとで家臣たちが「王は幸福な一生を送ったでしょう」と言うに違いないと釈迦に語り、従兄の言葉通りになったことがきっかけで出家したことが根底にある。このため、零福の考え方とは逆なのだが行動はどうあれ、己の弱さと向き合い未熟さに抗って打ち勝とうとしていた零福を釈迦は好きと評価していた。その反面、己の弱さと向き合わずに未熟さに抗おうとしない波旬のことは、零福よりもずっと弱いと酷評している。
第6回戦に勝利した後は治療を受けていたが、治療途中で勝手に病室を抜け出して一人でいた所に見舞いに現れた坂田金時に、ジークフリートについて調べて欲しいと頼んだ。その後8回戦が終わった後でブリュンヒルデにジークフリートについて詳しく聞こうとするが、詳しいことは聞けずブリュンヒルデの態度から、「思春期こじらせすぎでしょ」と言っていた。その後オーディンの元へ出向きジークフリートの事を直接聞こうとするが、オーディンの怒りに触れる。その後ベルゼブブやトールやアダマンティンの介入によりその場は何とか収まった。その後ベルゼブブから自身が波旬の種を零福に植え付けた本人だと聞かされるが、共に光の道を進もうと零福との約束を守るためにベルゼブブを憎まないとベルゼブブに言った。
毘沙門天
声 - 田島章寛
天界処刑人を名乗っている七福神の一柱。裏切り者には神であろうと天誅を加えようとする一方で、無益な殺生は好まない性格である。人類側の代表となった釈迦の相手としてゼウスが第6回戦の神代表として選んだ。
本来七福神は七柱の七神では無く、一柱の一神であり、毘沙門天を除く他の六神（大黒天（声 - 新谷真弓）、寿老人（声 - 最上嗣生）、福禄寿（声 - 蒼谷和樹）、布袋尊（声 - 濱野大輝）、恵比寿（声 - 大畑伸太郎）、弁財天（声 - 菊永あかり））が毘沙門天と一つに成る事で、本来の存在である「降臨すると天絶え福が消え、大いなる災いをもたらす」と呼ばれる神・零福へとなる。
零福
声 - 村瀬歩
七福神が合体した姿で本作オリジナルの神。長髪の子供という姿で凶神系の神代表になる。
もとは福神で、不幸をその身に吸い取ることで人々を幸せにしようとしていた。そのため吸い取った不幸によって身も心もすさんでいったが、その意に反して、不幸を吸い取ってもらったはずの人々は幸福になることができず助けた少年にすら邪険にあしらわれたことに絶望してしまう。たまたま人間時代の釈迦に出会い、幸せとは他人がするものではなく自らが望むもの、不幸も幸福の一部であると否定された上に、釈迦の方法が零福よりも人々を幸福にさせている事実に発狂。裏返って凶神になってしまったが本分に反するため、本来の福神としての役割を果たすために7つに分裂したのが、七福神の誕生である。神器は『斧爻』であり、零福が自分にとっての不幸を感じるたびに、その不幸を吸うことで形状が変化し、威力が増大する巨大な斧。
自身を認めてほしい承認欲求に飢えており、それ故に人々から敬われている釈迦を恨み妬みもしたが、その釈迦が自分を一番理解していることを知り、殴り合いの果てに釈迦に救われ和解する。しかし、直後に大昔ベルゼブブに埋め込まれていた波旬の因子が覚醒したことで、彼に吸収されて消滅してしまった。だが残された斧爻に零福の意思が残っており、釈迦によって共に闘おうと斧爻を使っての一蓮托生による神器蓮生が行われ、波旬が消滅すると、釈迦に笑みを見せながら七福神らと共に完全消滅によって旅立っていった。
波旬
声 - 稲田徹
『白き光と黒き陰混ざりし時、冥府の角目覚め、常しえの闇生まれん』という伝説と共に冥界に伝わる伝説の狂戦士であり、「第六天魔王」と号される。ブリュンヒルデやゼウスやヘルメス、オーディンですらその存在を知らず、ベルゼブブやハデスといった冥界に関係する一部の者しかその存在を知らず、彼らですらその姿を見たのはラグナロクが初めて。
ハデスが冥界を治める前に冥界を半壊させたという伝説を持つ怪物だが、その後に突然消滅してその後は二度と復活することはなかったので、ハデスも御伽噺の類いや存在だと思っていた。かつて冥界に存在していた波旬の残穢をベルゼブブが回収して、密かに培養し種子を作り出して零福に植え付けていた。前世で消滅したのは自身の有り余るパワーに身体が耐えきれなかったためで、零福を母体としたことで以前とは比べ物にならないほどの強靭な肉体を有している。
ハデスから凡百の神など足元にさえ及ばないと言い切る程の強さの持ち主であり、自身の身体を自在に変形させて武器を生成して戦う。
ハデス
声 - 置鮎龍太郎
冥界 ヘルヘイムを治める「冥界の王」でありゼウス、ポセイドン、アダマスらギリシャ四兄弟の長兄にあたる。ゼウスの兄であるがポセイドンと同じく若々しい容姿をしている。並々ならぬ兄弟への拘りを持っており、その理由は純粋な兄弟への愛情によるものであり、ゼウスら弟達もハデスの事を慕っている。
ポセイドンの敗北を聞き天界へと来た。本来出場選手ではなかったが6回戦後に釈迦が人類側から出場した為、空いた一枠を埋める形でポセイドンの仇討ちをするため自ら出場を決める。神器はバイデントであり、7回戦の直前にポセイドンの従者であったプロテウスから差し出されたトライデントの破片と融合させた。始皇帝との戦いの最中に槍に自身の血である『プルートイーコール』を吸わせる事で、ハデスの生命エネルギーを宿し更に強力な神器へと進化させた。だがハデス自身の生命エネルギーが枯れたら死ぬデメリットが有る。
槍を使うのは弟のポセイドンと同じであるが、槍の手数の多さを重視するポセイドンとは違い、一撃一撃の威力を重視する豪の槍を得意とする。
かつての巨人族との戦争『ギガントマキア』の最中に、タルタロスに幽閉されていたティターン神族の侵攻を単身で食い止めたことから、"神が最も信頼する神"として弟のゼウスやポセイドン、ベルゼブブを始め神々からは絶大な信頼と尊敬を集めている。ベルゼブブが自身の元に戦いを挑みに来た時にはベルゼブブを圧倒し、ベルゼブブに何故死のうとするのか問いかけ、理由を聞くとベルゼブブにリリスが残した刺青の意味を呪いでは無く祈りだと諭し、ベルゼブブに「どう生きてゆくか」を考えろと言い、それでも自身に殺されたいのならいつでも待っていると告げる。その後ベルゼブブが出した答えを聞くと、ベルゼブブが弟たちに似ていて「どこまでも面倒臭い奴」だと気に入り、ベルゼブブに「アポミュイオスの杖」を渡して、ベルゼブブに自身が苦しむ姿と醜悪な死を見届けることを約束した。ベルゼブブから自身を気にかける理由を聞かれ、それに答えると、ベルゼブブからは「あなたも充分面倒な神ですよ」と言われた。
自身の対戦相手である始皇帝のことは、ポセイドンの死には何も関係の無い事から恨んではおらず、弟を殺した人類である事を恨むよう言っていたが、闘いの最中に始皇帝に対して、「王とは何か」言う問いに対する始皇帝の答えを聞くと、始皇帝がポセイドンにあまりにも似ている事から笑い声を上げており、始皇帝の闘いぶりと強さを『王としてふさわしい』と絶対なる評価をした。
ベルゼブブ
声 - 浪川大輔
キリスト教の悪魔。科学者や修道士を彷彿とさせる黒ずくめの青年。『豊穣の守護神』と『蝿の悪魔』の『バアル・ゼブブ』二つの顔を持つ異形の神であり『蝿の王』『サタンに呪われし者』と呼ばれており、ベルゼブブに関わると不幸になると言う理由から神々からも嫌われている。愛が極限にまで高まると自分の意思とは無関係に自ら愛するものを壊してしまう破壊衝動である『悪魔的生命の破壊衝動（デストルドー）』の持ち主でもある。
天界屈指の技術を持つマッドサイエンティストであり、「自身を殺してくれる者を探す」という目的のために様々な研究を行っている。冥界に残っていた波旬の残穢から生み出した種を零福に植え付けた張本人。なお種を植え付ける相手は誰でも良かったらしく、零福に種を植え付けた理由は、「たまたま御誂え向きだったのが目の前にあったから」だった。
かつて天界では『サタンに呪われし者（アナデマ）』と噂されており、ベルゼブブに関わると不幸になるとされ誰も近づこうとはしない孤独の日々を過ごしていたが、自身に興味を持ったルシファー、アザゼル、サマエルら三天使を殺され、殺した犯人をサタンだと確信して、サタンへの復讐をするためにサタンの正体を探る研究を始める。ルシファーの幼馴染であるリリスと出会い、共にサタンを見つけるべく天界や冥界を旅する日々を過ごしていたが、自身がリリスを殺している姿を目にして、サタンがずっと自身の裡にいたことを自覚してしまう。リリスに謝罪をするが、リリスから自身らの分まで生きるよう言われ、彼女から刺青を受け継いだ。その後自らを殺してくれる者を探して冥界へ行き、冥界の化物と戦って行くなかでハデスの元へ行き戦い敗れる。ハデスから、リリスの刺青によってベルゼブブが死ねないのは呪いでは無くリリスの祈りであると諭され、自身に何が遺されたのか考えるよう言われ、考えた結果、ハデスのような存在が与える死では無く、苦しく惨めで最低で残虐で醜悪な死を迎えることが、ルシファーやリリスらへの贖罪になると考えを改め、「自身を殺してくれる者を探す」ことが行動原理となった。
冥界随一の戦闘センスの持ち主であり、振動を操れる能力である『悪魔の羽ばたき（バルミュラ）』を持っており、振動を左手は防御、右手は攻撃に特化することで、攻防の力を最大限に高めており、ヘルメスからは「シンプルだからゆえに変幻自在の能力」、ブリュンヒルデからは神器の能力と併せて「最強の矛と盾を併せ持つ神」と言われている。神器は髑髏の頭がある杖の『アポミュイオスの杖』であり、『悪魔の羽ばたき』の振動を更に強めることが出来る能力を持っており、『悪魔の羽ばたき』の特性と併せる事で武器にも防具にでもなる。この神器はかつてハデスから貰い受けた物である。
第7回戦後に、ハデスの仇を討とうしてブリュンヒルデを殺そうとしたアダマスを止め、ブリュンヒルデを助けるが、ブリュンヒルデへ自身やアダマスだけで無く、他の神々も人類を鏖にしたい衝動を抑えられないだろうから、気をつけた方がいいと怒りを露わにしながら忠告した。その後ヘルメスの元に行きゼウスに8回戦は自身が行くように伝えるよう頼んだ。
テスラとの闘いの最中にハデスとの過去を思い出したことで本人は、面倒くさい性格のハデスのせいで自身がハデスよりも面倒なヤツになっていると思っており、ずっとハデスに殺されたかった本心があったが、唯一の心の拠り所でもあったハデスの死を見たことで、人類を鏖にしたいと言う本心へと変わっている。そして自身の身体や生命を顧みない攻撃やハデスに禁忌とされた技『虚神』でテスラを追い詰め、死を止めようとするリリスの刺青に命を懸けていると言う本心でリリスの刺青の動きを止め、テスラの最後の攻撃にはテスラが無策で来るとは思えないと信頼してたことで、テスラの攻撃を読んで防ぎテスラに致命傷を与え、テスラを完全消滅させて勝利した。勝利後はアポミュイオスの杖を見ながら、ハデスにまた邪魔されてしまったと言いつつ、自身を掌返しで賞賛する神々を見ると、神も人も自身も大差ないと語って闘技場を後にした。
その後治療を受けた後に釈迦とオーディンの口論の場に乱入して、オーディンの宿願の答えが『原初神の復活』だと考察して、直接オーディンに聞こうとするも、オーディンの怒りを買い一触即発の事態となるが、トールらの介入によって収まると、釈迦に自身が波旬の種を零福に植えつけた張本人だと告白し自身が憎く無いのかと聞くが釈迦の返答を聞くと、自身を殺せる可能性がある存在だと思い、いつか気が向いたら自身を殺しに来てくれと言いその場を立ち去った。
アポロン
オリンポス十二神の第四柱に連ねる太陽神であり、人類と神からは「ポイボス(輝ける)」と呼ばれ讃えられている。
自身の美貌と容姿も相まってか、ナルシストな性格であり、その圧倒的な美と強さから女神たちを中心に広く多くの神から愛されている。同じオリンポス十二神で兄弟であるアレスのことを「神友」と呼んでいるが、アレスからは「俺はあのキラキラナルシスト野郎が大嫌い」と断言されており、アポロンに会いに行くだけで憂鬱になる程。父であるゼウスも「よくわからんふざけた奴」と言っているが、強さに関しては「強い」と断言している。「いつなんどきも周囲の期待に必ず応える」という美学を持っており、その美学によって輝くことで強くなっていく。
後述の努力を知るアレスやゼウスからは、アポロンは絶対に身の程知らずでは無く、「アポロンほど己を知る神はいない」と評されている。ゼウス曰くアポロンは「己を知るからこそ己を超えられる」「己自身を高め続けられる者だからこそアポロンは強い」とアポロンの強さの理由を語っている。
神器は『アルテミスの糸』であり、両手のガントレットから光エネルギーで生み出した光の糸で、光の糸で生成することで時に天上の調べを奏でる竪琴となり、巨神の棍棒を防ぐ盾となり、巨岩を貫く光の矢になるという、千変万化の能力を持つ天界最強クラスの神器。また『アルテミスの月影』と言う巨大な女神像を出す事で、女神像から光の弓を形成して、光エネルギーによる矢を放つことが出来る。その矢の攻撃はヘルメス曰く"神界最速の一撃"とのこと。
かつてはギリシャ神界では誰もが認める凡神であったが、血の滲むような努力によって、『哲学』『詩歌』『医学』『弓』『予言』『拳闘』らを司る神へとなり、オリンポス十二神に列せられて讃えられるようになった。かつて古代ギリシャのデルフォイ集落で暴れて討伐隊の神々を返り討ちにし人間から嫌われていたピュトンをアレスの期待に応えるためと言う理由で勝手にピュトンの元に現れ一撃で倒すとまだ戦おうとしてたピュトンを見ると、「続きは明日」と言ってそれから来る日もピュトンの相手をしていた。ピュトンに何故そこまで自分に挑み続ける理由を聞き、生まれつき怪物であることから天界でも地上でも嫌われて続けており、「生まれつきこんな姿で、理由なく迫害されるから、最初から全部持って生まれてきて、『美しい』『頼もしい』ともてはやされ、憧れられている万能神なんかには負けたくない」と言う答えを聞くと、かつての自身と同じであったピュトンの存在を美しいと答え、ピュトンに「造形などどうでもいい、美しいのは『今の自分』という存在そのもの。己と向き合い、魂を焦がして闘うキミは、とても美しい」と語り、そして自論を語りピュトンの考え方を改めさせ、バカンスを楽しんだから帰ると天界へと戻って行き、その後ピュトンはデルフォイの地に残りアポロンの事を讃える神殿を築き守護するようになった。
ラグナロクに関しては、ゼウス達が自身の元に来るまではニンフたちと共に湯に浸かっており、ゼウスから9回戦は自身の出番だと聞かされた時に、「まだやってんだアレ」と言うほどに興味・関心が無い。しかし、既に出場した、ポセイドン、ヘラクレス、ハデスらが死んだと聞かされると、「彼らの美しい散り様を見られなかったのは残念だ」と言って、アレスから「悲しいとは思わんのか」と問われるも、アレスに「魂を焦がして戦ったのは最高に美しいことであり、だったら負けても悲しむ必要はない」と自身の自論を返している。そしてニンフ達に自身の美しく闘い、輝く姿を見たいと言われたことで、9回戦に出場するのを決めた。対戦相手のレオニダスのことは当初は美しくないと述べてたが、闘いの中でレオニダスを自身と同じ「汝を知り魂を焦がす者」と評価を改めて、最後は完全消滅していくレオニダスとゲイレルルに「キミ達は最高に美しかった」と賛辞を送った。闘いの中で顔に負った傷を治療するようにニンフ達から言われるが、顔の傷はレオニダス達と魂を焦がして闘った証であるとしてそのまま残すつもりである。その後闘技場から治療室に向かおうとする途中でピュトンと再開しかれの背中に乗っかり医務室へ向かった。
スサノヲノミコト
日本神話の剣の神であり、剣を産んだ始まりの神にして『天界最強の"神斬り"』。
神器は『天叢雲剣』を卸し金として溶かして神・人類問わず選ばれた刀鍛冶連合が刀として鍛え直した『鬼切天叢雲』。神器をさらに強化したと聴いたフリストからは「思っていた以上の変わり者みたい」と言われている。
自身が産んだ剣が人類の長い歴史によって育まれ、幕末の時代に"人斬り"としての『業』として極めた「幕末の京」が自身にとって憧れの地であり、その幕末最強の人斬りの沖田総司と闘えるのずっと待ち望んでおり、ヘルメスから10回戦に沖田総司が出ると知ると、既に10回戦の代表に決まっていたアヌビスに自分が出ると言い続け、アヌビスが折れたことで、10回戦の出場が決まった。
かつては日本神話界の最高位の"貴神"で請われるままに悪神・邪神を斬り伏せて行っており、伊弉諾の命で地上を治むべく出雲に降り、各地を巡り暴れ回る化物達を退治する日々を送っていたが、ある時人間が剣を巧みに使って相手を倒したのを見て興奮し、それを『剣術』と命名し人間から剣を学ぼうとした。それを知った三貴神の月読命からは猛反発されるが、三貴神を辞めると言ったスサノヲの覚悟とその熱意を知った姉の天照大神からは、高天原から永久追放する代わりに、スサノヲの好きにやる様に言われ、ただし他の神々に示しがつかないからと、条件として人前に出るのと人から直接教えを受けるのを禁じられ「学ぶ」ことだけを許された。以降は千年以上にわたり人類から剣術を学び吸収していった。これによって、人類が創りし古今東西の全ての剣技やあらゆる流派を網羅し会得している。この過去からブリュンヒルデは「人間の凄さを誰よりも知る神」と言われる。
沖田総司との闘いの最中に、いつか使うことを夢見て自身が研鑽してきた剣術が報われ、自身の神生はこの刻のためにあったと確信して、神器の『鬼切天叢雲』が砕かれるも剣の極みと言える『至神』の領域にたどり着いた。最後の攻防の末に自身の肉体が崩壊を始め自身の敗北が決定的になると、もう剣が振れないことを寂しがり沖田総司の感謝の言葉を受けて完全消滅した。
ロキ
声 - 松岡禎丞
北欧神話の狡知の神であり、変身能力がある。飄々とした少年のような風貌であり軽い感じであり、変身能力や言動で他の神を揶揄ったりするが、ゼウスの全力と戦えるアダムを羨むなど、戦闘狂な面も持っている。
4回戦後に釈迦を呼び出し、神器練成による神をも殺せる神器の能力の高さに疑問を持ち、それを唯一可能に出来る方法の『一蓮托生』が仏界にあることから、釈迦に裏切り者かどうか問い詰めたがゼウスとオーディンによって場を後にした。
そして、6回戦で案の定というべきか釈迦が人類側で出ると宣言した瞬間、今までの飄々さが掻き消え、神々の誰よりも憤激した。
アヌビス
古代エジプトの冥界の神である。
元々ラグナロクには10回戦に出場予定であり、一度は10回戦に出ることが決まったが、後からきたスサノヲが強引に10回戦への出場を表明したことで、口論となるが一向に話が通じないスサノヲに面倒くさいと根負けする形でスサノヲに10回戦の出場権を譲った。
沖田とスサノヲの戦いを見学していると、沖田から発せられる死の匂いに興奮しており、出番を譲らなければよかったと後悔していた。
オーディン
声 - 速水奨
北欧の最高神であり、髪の長いオールバックに眼帯、両肩にフギン（声 - 中野泰佑）とムニン（声 - 山口智広）を乗せている。
今回のラグナロクに関しては「我が宿願」と語るなど、何か独自の思惑があるらしく、波旬の件ではベルゼブブに自身の邪魔は許さないと釘を刺していた。

#### その他の神々
ヘイムダル
声 - 野津山幸宏
「終末の番人」と謳われる北欧神話の神。闘士の紹介と試合の司会進行・実況を務める。彼の吹くギャラルホルンが試合開始の合図となる。6回戦の時に釈迦によってギャラルホルンが壊されたが、予備のギャラルホルンをいくつか懐に隠し持っていた。
ヘルメス
声 - 諏訪部順一
オリュンポス12神の第10柱に名を連ねるギリシャ神話の伝令神で、燕尾服を着た美青年の姿をしている。普段は父ゼウスの執事として仕えており、ゼウスの出陣時には自ら無数のバイオリンで「G戦場の大殺戮」を奏でた。ラグナロクはアレスと共に観戦している。狡猾な曲者で、かつて伯父アダマスの謀反にも面白そうという理由で与していたなど、トリックスターの一面も持っている。人類神問わずラグナロクで魂の完全消滅した者に対して、自身が唯一出来る精一杯の手向けとして、その者への鎮魂歌を作曲している。
アレス
声 - 田所陽向
オリュンポス12神の第6柱に名を連ねるギリシャ神話の軍神で、屈強な肉体を持つ美青年の姿をしている。ただし、顎が割れている。
かつての人類存亡会議にて人類を戒める意見が出て、戒めを行う場所がテーバイであったため、自身の庭ともいえるテーバイに自ら軍を率いて攻め入ったところ、神軍を止めようとアムブロシアを飲みゼウスの力を手に入れたヘラクレスと対峙し、互角にわたりあうが、最後は乱入したゼウスによって止められた。今ではヘラクレスの足元にもおよばないが、かつての戦いを誇らしいと自慢げに語るなど義兄弟となった彼に絶対的な信頼を持っており、自身の最高の神友であると言っている。
傍若無人や奔放な神が多い中で、数少ない常識的な神でもある。
アダマス
本作オリジナルの征服神でゼウスとポセイドンの兄。オリュンポス12神が元々13神だった頃に一柱として名を連ねた。
末弟であるゼウスが最高神となったことに不満を抱き謀反を企てたが、ポセイドンに殺害され、以降はその存在を抹消された。実は密かに生存しており、ポセイドンが謀反に対する報いを与えた後に、ハデスの依頼を受けたヘルメスとベルゼブブによって治療を受けて身体をサイボーグ化した事で生き延びた。ポセイドンもハデスの介入は承知済みであり、ヘルメス曰く「ポセイドン様が本気であったら塵も残らない」とのこと。今は冥界でアダマンティンという新たな名で活動している。
身体がサイボーグ化しているのは、元々はポセイドンによって２つに千切れた身体を元に戻すために上半身と下半身を培養していたが、途中でベルゼブブへ悪口を言い、それにキレたベルゼブブによって身体をサイボーグ化されたからであるが、本人はサイボーグ化された自身の身体を見ると「ハデで良い」と気に入っていた。
7回戦の最中にゼウスらの元に現れハデスの闘いを見ていたがハデスの消滅を目にすると、自身にはラグナロクは関係無いとしてハデスの仇を討とうと、始皇帝の居場所を聞きにブリュンヒルデの元へ現れるも、居場所は答えられないと言うブリュンヒルデの言葉にブリュンヒルデを殺そうとするも、ベルゼブブに止められ一触即発となるが、ベルゼブブの言葉に止められ、ラグナロク後に始皇帝とブリュンヒルデを必ず殺すと言い去っていった。
名前はクロノスの鎌の原料であるアダマスに由来する。ゼウスの最終形態「阿陀磨須」はゼウスが初めてこの状態になった時に、ポセイドンがアダマスと勘違いしたことに由来する。
ルドラ
印度神話の暴風神。シヴァとは幼なじみで、かつては共に印度神界の片田舎で暮らしていた。強さを求めて毎日修行する生真面目な性格で、踊りが好きで呑気なシヴァと性格は正反対であったが、唯一無二の友で相棒的存在だった。
印度神界に絶対神がいない群雄割拠の時代に自分の力を試してみようと「印度神界の天辺に立ちたい」という夢を叶えようとシヴァを自身の夢に誘い、印度神界の神々との戦いに明け暮れる。
印度神界の最強神らとの激闘の末にシヴァと共に印度神界の頂上に君臨したが、印度神界の為に絶対神を決めようとしシヴァに戦いを挑む。双方互角の果てしない死闘の中で劣勢になっていくも幾度となく立ち上がるルドラの夢を叶えようとシヴァは降参しようとするが、それを遮り自身の降参を宣言する。シヴァとの戦いの日々を最高の夢だったと満足し、シヴァに印度神界を任せ自身の腕の紋様を託して、印度神界の表舞台から姿を消した。
ラグナロクではシヴァの戦いを観客席ではなく通路で、かつて死闘を繰り広げたインドラやヴィシュヌらと共に観ており、終盤にはシヴァへエールを送り、試合後には疲労困憊のシヴァを出迎えた。
アフロディテ
声 - 田中理恵
オリュンポス12神の第5柱に名を連ねるギリシャ神話の女神で、「美の女神」「戦の女神」として妖艶な美貌を容姿としている。
屈強な従者達を座椅子代わりにしており、それぞれの片手によって彼女の豊満な胸を支えている。
「人類滅亡」には進んで賛成を示しており、人類こそが地球にとっての最大の癌であり、世界を滅ぼす災害だと断言している。

### 人類

#### 神殺しの13人（エインヘリャル）
ブリュンヒルデが自ら選出した人類最強の13人の出場者。
呂布奉先
声 - 関智一、矢野奨吾（子供） / 津田健次郎（三国志大戦（第2期）） / 演 - 郷本直也
個の強さでは三國時代最強と謳われる「中華最強の英雄」。ブリュンヒルデ曰く、自身が戦場で出会った中で最強かつ最恐の武人。武器はランドグリーズが神器錬成した方天戟。幼少期から最強を求め、愛馬の赤兎と共に強者との闘いを欲しユーラシア大陸を駆け巡り、立ち塞がる多くの猛者や野獣を討ち取り勝利を収めてきた。次第に立ちはだかる者は居なくなり、最強を求めて30余年におよぶ旅路の果てに己の時代で己が最強になったと気付く。天下において己の最強を悟り、退屈になり絶望してしまい、退屈になってしまった人生に終止符を打つため曹操孟徳に敗れ、処刑される。生前に己が時代最強だと悟るも、いずれ出逢うであろうまだ見ぬ最強の敵との邂逅を信じ、さらなる強さを求め続け「天喰」を完成させた。神器錬成のよって作られた自身の全力を出しても壊れない武器、全身全霊で戦える相手が揃ったラグナロクに歓喜している。トールの覚醒雷槌によって方天戟が破壊されてしまう。最期に首を切られたことにより、ランドグリーズと共に光となって散った。
外伝では主役を務め、自身の生涯が語られる。
アダム
声 - 斉藤壮馬 / 演 - 大平峻也
「全人類の父」。股間を木の葉一枚で隠しているのみの、ややあどけなさの残った童顔で引き締まった筋肉質の美青年。武器はレギンレイヴが神器錬成したメリケンサック。神を模倣して創られた存在故に、自分が目にした神の技を瞬時に全て模倣できる『神虚視（かみうつし）』という特殊能力を持つが、絶え間なく使い続けると神経回路に桁外れの過負荷が掛かり、目から出血しやがて失明してしまう。
かつて楽園で不自由なく過ごしていたが蛇神の姦計で無実の罪を着せられエデンの園からの追放処分となったイヴ（声 - 小松奈生子）を守るべく、神々の目前で善悪の実を喰らった上で彼女を貶めた蛇神に報復し、楽園を去った。闘技場では人類で最も神を憎んでいると言われていたが、当の本人は神への憎悪など一切なく、闘士として出場したのは己の子どもである全人類を守るためであった。ゼウスに敗北しレギンレイヴと共に光となって散った。
佐々木小次郎
声 - 山路和弘、寺島拓篤（子供・若き日） / 演 - 中河内雅貴
宮本武蔵（声 - 最上嗣生）との巌流島での決闘で知られる剣士。武器はフリストが神器錬成した備前長光三尺余寸。エインヘリャルとなった者たちは亡くなった歳に関係なくその人物が最も強かった全盛期の姿になるが、小次郎は死後も数百年もの間たゆまず剣の道を磨き続けた岩流の進化により、死亡時より老いた老人の姿での出場となっている。本人は「今刻が小次郎の全盛期」と自信満々に断言する程。
生前は越前国の富田道場に通い、寝坊したり負けそうになると降参するなどお荷物と思われていたが、敗けるたびに勝利のための術を追求し一人で学び鍛錬を続ける才を持っており、後に自身を超えたと分かった師匠の富田勢源から、朝倉家の剣術指南役に推挙を受けるがそれを拒み、越前藩を出て全国の有名な強い剣士達を相手に負け続けては、その剣士達を越える方法を1人追求し続ける旅をしていった。生前は一度も勝利したことはなかったが、後に戦った相手を頭の中で構築化し何度も戦い、その相手を超え続けたことで「史上最強の敗者（ルーザー）」と呼ばれた。巌流島での宮本武蔵との戦いでは武蔵の強さを実感し今の自身ではまだ勝てないと思い、戦い続ければ死ぬと分かっていながら、武蔵との戦いを「楽しい」と言い「やめれば一生の損」と断言して武蔵との戦いを続け、最期は武蔵に斬られ、死にゆく中で武蔵ともっと死合っていたかったと思いながら死んでいった。
数多の剣士と頭の中で何千回も刀を交えたことにより初見の相手でも呼吸や歩き方といった僅かな情報を元に相手を完璧に頭の中で構築して戦い、前もって攻撃パターンを経験出来る「千手無双」という境地に達する。さらにポセイドンとの攻防の果て、己を信じ己を成長させてくれた数多の剣士の応援の果てに、空気の流れや地面の振動といった森羅万象を読み、神の一手ですら完璧に先読みが出来る「萬手無双」を開眼する。岩流の技だけでなく、自らが生前に戦った剣士達の技や戦い方も「千手無双」で経験し覚えることで使うことが可能であり、幾多の剣士達の技や闘い方の集大成でもある「二天岩流」は武蔵が天下無双と断言した。
ポセイドンに勝利後は自身が初めて得られた勝利の余韻に浸り、フリストの肩を借りて闘技場を後にして治療を受けていたが、ロキと七福神対釈迦らによる一触即発の場へ、神も人類と同じくやる事は変わらないと言いつつも、だがポセイドンならこんな事はしないと言い、多勢に無勢が好きでは無いからと釈迦の側に助太刀として加わった。その後はフリストと行動を共にしており、沖田や近藤らと共にラグナロクを観戦している。
ジャック・ザ・リッパー
声 - 杉田智和、海弓シュリ（少年期）
19世紀の英国を震撼させた「霧の殺人鬼」。右眼にモノクルを掛けた、貴族階級を思わせる老紳士の姿をしており、自らも紳士と称する。ブリュンヒルデからは「人類の中で一番キライなクソ中のクソのゲボカス野郎」と酷評されているが、その一方で神々も恐怖を覚えるジャックの持つ悪意や狂気を高く評価している。ブリュンヒルデはジャックを最初からヘラクレスの対戦相手として決めていた。紅茶を好んでおり、シェイクスピア（声 - 最上嗣生）作品の言葉を度々引用する。
左右で眼の色が違うオッドアイであり、右眼で見た相手の感情を様々な色によって判別する能力がある。本人はこの能力を悪意の中を生き抜くために「神がくれたたった一つのGift（才能）」と自慢げに言っている。
自身が希望した戦いの場である倫敦の街中に様々な罠を仕掛け、ナイフを使用した飛び道具での攻撃や、紐を取り付けてあるアンカー付きの二丁拳銃、街中にピアノ線を張り巡らせそれを利用した立体起動、自身の言動や様々な伏線で対戦相手のヘラクレスや他の神々ですら騙すなど多彩で老獪な闘い方をする。自身の持つ戦闘技術も高く、ヘラクレスの攻撃を傘で受け流したり、自身が投擲するナイフの軌道を自在に変化させるなど体術や戦闘技術も高い。
試合開始直後は分解して片手剣としても使える巨大な金鋏が神器練成した神器だと言い、その金鋏が破壊された後は両腰に着けている神器を創出できる2つの袋が神器練成した神器だと発言していたが、真の神器はフレックが神器錬成した両手の手袋である。手袋で触れた瓦礫や建物や血といったあらゆるものが神器となる能力を持つ。神器を袋と偽っていた際には袋から創出した物を手袋で触れることで神器にし、袋が神器であると誤認させていた。
売春婦の母を持ち、幼少期は街の売春宿で育つ。過酷な環境を右眼の能力で生き抜き、眼で母の純粋で綺麗な感情の色を見るのが好きな少年であった。売春宿で貧困な環境にも関わらず幸せを感じて生活していたが、母は自分の父かもしれない作家との関係を結ぶためだけに自分を産み育てたのであり、自分に向けられていると思っていた愛情がそうでないことを知ってしまう。濁った哀しみの色に染まる母を救おうと首を絞めた時に、初めて見る「恐怖」という感情の色を美しい感じ、とっさにナイフで首を刺して他の感情の色を押し除け恐怖の色のみに染まっていく姿に美しさを覚え感動する。母を殺したその夜に自身の父かもしれない男も殺し、街の雑踏に消える。その後は自身の右眼で見る他人の感情の色を自身だけが創造出来る芸術作品として、死の間際の「恐怖」の色一色に染まっていく美しさを創るためだけに数多くの人物を殺してきた。
ラグナロクでは戦う相手が今までとは違い人ではなく神であることから、神を殺すことに興奮しており、死ぬ瞬間の神の感情の色がどんなものなのか楽しみにしている。ヘラクレスとの死闘の最中、ヘラクレスの感情からかつての母の愛情が偽物であり、本物の真実の愛の美しさを知る。そして真実の愛を持つヘラクレスを自身好みの色に染めようとし、死闘の末に満員創痍となりながらも勝利をするが、最後まで変わる事の無かったヘラクレスの心の前に自身の負けを認めた。ヘラクレスの消滅を見届けると自身が識らない「初めての感情」を持っていることに気付き、神器から元に戻ったフレックから神を殺した感想を聞かれ、前述の「自分の知らない初めての感情」だと言うと、その感情が哀しみだとフレックから教えられ、満身創痍の状態で闘技場を去る最中に、可能ならヘラクレスにもう一度逢いたいと願っていた。
勝利後は治療を受けており、治療室にてゲルと七福神の騒動に紅茶を勧める形で介入して、ゲルを助ける。彼らが七福神と呼ばれている存在だとゲルから聞くと、自身の右眼で七福神を見て、何かに気づいた。傷だらけの自身を案じるゲルの優しさから、ゲルにヘラクレスの面影を感じている。その後フレックと共にラグナロクを観戦している。
外伝にて、本当は「Anonymous（名無しの権兵衛)」で色々な名前で呼ばれており、ジャック・ザ・リッパーの名と娼婦殺しは自身が殺害した別の男の犯行であったことが明かされた。ラグナロクの参戦を決めた時にブリュンヒルデから自身の出場名をどうするか聞かれた時に、自らジャック・ザ・リッパーの名を選んだ。ジャック・ザ・リッパーの名を選んだ理由は、娼婦であった母を殺した自身には娼婦殺しの殺人鬼の名がお似合いだと思ったからである。
雷電為右エ門
声 - 木村昴
江戸時代に活躍した力士。筋肉質な体型。相撲の2000年の歴史の中で誰しもが認める史上最強の力士で、そのあまりの強さ故に張り手・鉄砲・閂・鯖折りの四つの技が禁じ手となるも勝ち続け、20年以上もの間土俵の帝王として存在した。事実上の無敵の存在となっていたため「無類力士」と呼ばれている。3大欲求に忠実な人間であり、ラグナロクでは自身の出場の前まで大量の食事を食べた後に複数の女性らと共に裸で寝ており、それを見たゲル曰く『欲望の権化』。口癖は『おめったい』。
生まれながらに筋肉が異常発達する特異体質で、幼少期はその暴走する筋肉の圧によって自身の骨を折るほどだったが、その強大すぎる筋肉を抑え込むために「百閉」という新たな筋肉を作り上げることで辛うじて肉体の均衡を保っていた。そのため生前は本来の力や後述の経緯もあって、ただの一度も全力を出して戦うことが出来ずに土俵を去っていった。神器はスルーズが神器練成した「超筋外骨締廻」であり、自身の制御不能な暴走筋肉の制御が行える上に、自身の意思で自由自在に操り、身体の筋力を腕や脚に集中させることが出来る。
「百閉」で筋肉を封じ込めていた状態でも人間離れした怪物じみた力を発揮しており、それを見た周りの子供から「化け物」と恐れられ、自身の身体を他の子達と同じく普通にしなかった神を恨むが、母の言葉でその力を弱いもののために使うことに決め、村の人からも愛される心優しい性格になり平和に暮らしていた。しかし浅間山大噴火による天明の大飢饉によって飢饉になった信濃の自身の村を自身の力で救うために江戸で力士になることを決め、村を出て江戸へ旅立つ。浦風部屋での谷風梶之助との初めてのぶつかり稽古で幾度も倒される中で相撲に楽しさを感じる。その後師匠となった谷風の元で徹底した稽古に打ち込み、生まれて初めて全力でぶつかることが出来る相撲という存在に全力で取り組んでいった。初土俵を迎えると、一撃で相手を倒す圧倒的な強さによる勝利の連続に観客からは歓声を浴び、故郷に金と食料を送ることができ、飢饉に喘ぐ日本を照らす雷光となったが、ある取り組みで自身を怖がる力士の表情から、「化け物」と恐れられていた幼少期を思い出してしまい、敗北してしまう。その夜、雷電がわざと負けたと感じて、自身の敗けを叱責しようとした谷風に、涙を流しながら、自身は親から力は弱いもののために使うよう言われて育っていったが、自身が知らない内に昔と同じく、弱い者イジメをしていまっていたのを知ってしまった、と胸の内を言う。それでも自身が唯一故郷に金を送る手段である相撲を辞めることは出来なく、それ以降、相手を壊さないためと弱いものを傷つけないようにするために、自身が最も得意とする鉄砲や張り手に閂に鯖折りの四つの技を自ら封じることを決めた。四つの技を封印してもなお勝ち続け、得た金を故郷に金を送り続けていった。谷風ら他の力士達は、成長した雷電の全力を自身らでは受け止めきれなかったことを、後悔していた。
ラグナロクでは、相撲以外の様々な格闘技の技も使っており、自身を圧倒するシヴァの強さを体感すると、本気で思う存分相撲を取れることに満面の笑みを浮かべ、生前は一度も全力を出せなかったままであり、神器錬成によって制御不能だった自身の筋肉を制御し、自身が封印していた「四禁」の技を含む自身の相撲を全力で解放出来ることを喜んでいた。神器による筋肉の超速筋肉移動によって全力を出した反動で肉体の崩壊が始まるが、スルーズにそれでも自身が裏切り続けていた、大好きな相撲を自身の命もかけて本気で取りたいとスルーズに筋肉のコントロールを頼み、シヴァとの全力での闘いの末に、負けが決定的になったが、シヴァにシヴァのお陰で全く後悔をする事なく自身の全力の相撲が取れたことに感謝を述べ、スルーズを巻き込まないために神器錬成を解除するよう言うも、最期まで自身と添い遂げると言ったスルーズに何処まで良い女なんだと笑みを浮かべながら光となって消えていった。
始皇帝
声 - 石川界人
550年に渡る中華最大の戦乱"春秋戦国時代"に終止符を打ち、広大な中華統一を初めて成し遂げ、人類史上初めて皇天上帝に近づいた「始まりの王」であり、自らを『始皇帝』と号した。『終末のワルキューレ異聞 呂布奉先飛将伝』3巻で本編に先立ち登場した。中華の歴代皇帝らからは中華の礎を作った人物として敬意を持たれている。
一人称は『朕』であり、相手が神であろうと構まずに尊大な態度を取る。布で眼を隠しており目が見えない状態でも不自由なく行動している。目を隠している理由は、自身の特異体質であるミラータッチ共感覚によるものであり、目にした相手の怪我や傷が自身にも降りかかるだけで無く、他人から向けられた憎悪も痛みとして身体に表れてしまう程であり、それを防ぐために目隠しをしている。生前に人々の憎悪を受け続けた特殊な環境と、想像を絶する痛みに耐え抜き、幾多の修羅場をくぐり抜けた事で、気の流れに存在する要である『星』を見る事が出来る能力を習得した。生前にかつて中華を支配していた魔神・蚩尤を単身で討伐し、蚩尤との闘いの中で5つの体系からなる究極の武術である『蚩尤』を習得した。
王として「惑わず、曲げず、頼らず、常に民の先頭に立ち続ける、それが王」という信念を持っており、それを聞いたハデスからは自身の弟のポセイドンに似ていると言われた。
神器はアルヴィトが神器錬成した『神羅鎧袖』であり、ハデスとの闘いの最中に始皇帝の思いに答えようとしたアルヴィトによって『神羅鎧袖改・ 始皇勾践剣』へと変化した。
生前は趙にて産まれるが、2歳で父と母と国から捨てられてしまい、人質としての扱いを受けながら自身の生前に起こった長平の戦いによる投降兵への虐殺による憎悪を一身に受けながら、生活をししており、自身の身体を焼く憎悪による痛みを罰や呪いとしてそれらを少しでも和らげようとして、感情を誤魔化して常に作り笑顔をしながら生活していたが、自身の新しい世話役兼護衛となった春燕との生活の中で春燕の言葉を受けて初めて感情を露わにし、春燕から貰った布で眼を隠すようになり、春燕との幸福な生活の中で明るくなっていった。春燕との生活を始めて2年後に、自身が王位継承権筆頭の太子となった事で、秦へと帰国が許される事になり、秦へ帰国しようとしたが、その最中に自身へ恨みを晴らそうとした者達から襲撃される。自身を守り瀕死の重傷を負った春燕から、春燕の息子が長平で生き埋めにされた事を知ってしまい、春燕が自身に残した最後の言葉を聞き、春燕へ自身が最高の王になる事を誓った。
6回戦後に自身の控室を出た後に自身の控室がわからなくなって、壁を破壊しながら自身の控室を探していた所、アレスとヘルメスのいる神側のVIP観覧室に入って平然と寛ぎ、人類側の観客席に案内しようとしたアレスを片手で軽々と投げ飛ばし、ヘルメスに飲み物を要求するなど尊大な態度を取り、直後に自身を探しに来て自身の行動を咎めようとしたブリュンヒルデに対しても、『無問題』と言うなど尊大な態度や言動を貫き通した。沖田やノストラダムスと同じく自身の出番が来るのを待ち望んでおり、当初は観覧室を退屈しないからと気に入って残ろうとしていたが、ブリュンヒルデから7回戦の人類側代表の闘士が自分だと聞かされると、自身の出番が来た事に喜びを露わにして、人類側入場口からでは無くて、神側VIP観覧室から直接、観客席に居る中華の歴代皇帝が作った道を歩いて闘技場に登場した。
ハデスとの戦いによって左腕を失う重傷を負い満身創痍となるも、王の誇りである人類を守り、決して諦めないと言う王としての自身の信念を貫くために最後まで戦い、死闘の末にハデスに勝利した。勝利後にアルヴィトから生きてるのは奇跡と言われるが、平然と「朕を信じろ」と返したがその直後に意識を失い、アルヴィトと共に治療を受けており、医師からも非常に危険な状態だと言われる程の重傷でありあとは生命力次第だと言われている。始皇帝と戦ったハデスからは始皇帝を王の名に相応しいと評価し、自身に致命傷を負わせた時には「それでこそ王だ」と称賛し、始皇帝の闘いを見ていた小次郎からは「古今東西探しても、あれ程王の称号にふさわしい漢はいないだろう」と言わしめた。
ニコラ・テスラ
オーストリア帝国の科学者で、現代でも実用されている科学技術を発明した天才科学者であり、その偉業から「人類史上唯一の魔法使い」と呼ばれている。だが本人は自身の研究を『魔法』と言われる事や『魔法』という言葉を嫌っており、自分が使うのは魔法で無く『科学』であると明言している。第8回戦に出場する。
神器はゲンドゥルが神器錬成した『-超人-自動機械B』であり、天に召されてなお研究をして完成させた理論をゲンドゥルを素材とする事で具象化させたアーマードスーツ。胸と両腕に合計3つの『スーパー・テスラコイル』を装備しており、ゲンドゥルの生命エネルギーを使った高圧電流の攻撃だけで無く、コイルによる放電の攻撃をするたびに周囲に特殊な粒子である『スーパーテスラ粒子』を散布させ、それを利用することによって己の科学の集大成である反重力システムによる空中浮遊と瞬間移動を実現させた。ブリュンヒルデ曰く「人類が培ってきた科学の最高傑作」。
ラグナロクの発端となった神々による人類を滅すことには、『創造の放棄』と言い反発している。
幼少期は兄のデンが村のお爺さんに頼まれた風車製作の工房である『ゲマトリアゾーン』に足繁く通っており、この頃から科学に強い関心と信念を持っていた。だが5歳の頃に兄が嵐の日に風車の様子を見に行ったことで、落雷によって風車もろとも焼かれてしまい死んでしまう。村のみんなが兄の死を悲しむ中、ニコラは「科学の中で兄は生き続ける」と言って信じており、その後デンの設計した風車が全く動かなかったことで、その直後から『ゲマトリアゾーン』に籠る日々が続き、6年後に村の住人達に頼んで、デンの風車の設計図を自身が改良した、風車を再建造してもらう。そして風車が動いたのを見ると、住人達に「科学を受け継ぎ伝え続ける限り　生き続けるんだ」と言った。
他の科学者から研究オタクと呼ばれる程の好奇心旺盛であり、戦いの最中でもベルゼブブの攻撃や能力を冷静に分析するだけで無く、ベルゼブブの攻撃を受けてその威力による嬉しさから笑みを浮かべ、原理を調べたいからとベルゼブブに神器を貸してもらうように頼んでおり、その行動を見た他の科学者からは悪い癖と言われている程。また『科学』にとって情報の秘匿は害悪でしかないと言う自論を持ち、ベルゼブブが自身の瞬間移動である『テスラ・ワープ』についての制約を見つけ話した際には、更に『テスラ・ワープ』の技の内容や弱点について更に詳しく解説をしており、本人は新たに得た叡智を共有することで『人類』は進歩してきており『科学』受け継ぎ、発展させる限り人類は決して死なないと言う考えを持っている。他の科学者達からは「人類史上『諦める』と言う言葉が最も似合わない男」と言われている。
8回戦でのベルゼブブの戦いでは終盤にはボロボロとなるが、ベルゼブブが放った振動を使った技を見ると、「素晴らしい技」と賞賛し、ベルゼブブとの闘いは素晴らしい研究になったと笑みを浮かべ、最後は闘いの最中に新たに進化させた『科学』である、片腕だけを瞬間移動させた連携技でベルゼブブを倒そうとするも、ベルゼブブによって防がれ、致命傷を負ってしまう。ベルゼブブから防がれた理由を聞くと光栄だと言い、完全消滅する最中に落胆していた観客席の人類へ、「この闘いで我々はまたひとつ進化した」「我々が諦めない限り、人類にも科学にも終末は決して訪れない」と断言し、最期に「人類よ、前進せよ」と言い残して完全消滅した。闘いを見ていた神々からは「人類史上唯一の魔法使い」と言う名に恥じない闘いだったと評価され、テスラの最後の一撃はゼウスの想像を超えた一撃でベルゼブブでなければ為すすべなく終わっていたとゼウスは述べている。
レオニダス王
人類史上最強の民族スパルタの王であり、ブリュンヒルデ曰く、神託に背き続けて戦って来た「人類史上最強の叛逆者」。また人類の歴史上古今東西の英雄豪傑の中で、『人類史上最も憧れの眼差しをその身に受けた漢』である。
神器はゲイレルルが神器錬成した盾であり、盾の中に刃を仕込んでいて鎖で伸縮自在に動かせたり、盾が変形してメイスを生み出すなど、様々なギミックが内蔵されている。
自身の控室に来たブリュンヒルデから、9回戦の人類代表だと言われるが、やる気の無い態度で「やだね」と即答で断り、「自分の出番は最初か最後」と出場を拒んでいたが、ブリュンヒルデから9回戦の神代表がアポロンであると聞かされると、ブリュンヒルデに「アポロン」が『太陽神のアポロン』なのかと問いかけ、そうだと言われると、「おもしろい」と態度を変えて、アポロンを自身の手で殺すために自ら望んで9回戦に出場する。その際アポロンのことを「クソ」と呼んでおり、自身が好きなことの１つに「傲慢なバカクソ神野郎の鼻っ柱を、この手で圧し折ること」を挙げている。
アポロンを憎んでる理由はかつてアポロンがスパルタの地に告げた信託が原因であり、テルモピュライの戦いが勃発した時期がアポロンの栄光を讃える『カルネイア祭』の最中で『期間中は一切の軍事行動を禁ず』と言う決まりから、アポロンの神罰を恐れるスパルタ市民や「カルネイア祭が終わった後に戦っても勝てるだろうと」思ってた長老議会に対して、レオニダスは「会ったこともない神に自分の命を預けるのは嫌だ」と単身で出陣を決意し、「神罰が降るなら自分1人で構わない」と議会の場においてあったアポロンの像を壊して、単身での出陣を断行した。長老議会から信託に背いてまで何故戦うのか聞かれると、戦いなんてしたくないと言いつつも、「今が戦うべき時」「戦う時は必ず自分の意思で戦うそれが『スパルタ』だ」と戦う理由を述べた。その後単身で出陣したレオニダスだったが、レオニダスについていくのを決め、死ぬのを覚悟の上でレオニダスと共に戦おうとしたスパルタ兵300人の覚悟を見て、レオニダスは彼らが自身と共に往くことを認め彼らと共にテルモピュライの戦いに参戦し、彼らと共に戦死した。
9回戦でアポロンのことを「クソ太陽神」と呼ぶと、アポロンからは「神罰に値する」と言われるがそれに対して「俺様はお前が世界で一番嫌いだクソ野郎」と平然と返した。 アポロンにはかつてスパルタに下された信託がスパルタにとって『呪い』となったことから、アポロンに落とし前をつけさせる目的で戦う。闘いの中でアポロンの自論を聴くと「くそウゼェ」と言いつつも「気に入った」「殺意を込めて全力で殺してやる」と返答した。アポロンからなぜそこまでして闘うのかと聞かれた時には、アポロンへの復讐でも人類のためでもなく、今ここが自分の闘うべき時と返答した。最後の攻防に敗れ完全消滅する最中に闘いを見てた、スパルタ兵に最高にかっこいいスパルタだったと言われると満面の笑みを浮かべてアポロンの抱き抱えられながら、完全消滅した。
沖田総司
声 - 代永翼
日本の幕末の時代に活躍した新撰組の一番隊組長にして「人類史上最強の“人斬り”」。原作者の代表作『ちるらん 新撰組鎮魂歌』(梅村真也原作・原案、作画橋本エイジ)の沖田と同一人物。神器はスカルモルドが神器錬成した刀。
ラグナロクを人類代表の自身の控えの間で近藤勇（声 - 高木渉）と共に観戦しており、試合を見て自身の知らない強い人達がまだまだいることに驚きを見せ、自身の出番が早く来るのを待ち望んでいる。ロキと七福神対釈迦らによる一触即発の場へ、多くの神々の力を察知して近藤勇とその場へ行き、戦いが起こると察知すると、自身も介入しようと、佐々木と近藤と共に釈迦の側へと加わった。その後介入したオーディンの肩に乗っているわたりガラスを「しゃべる鳥」と言っていた。
その後は控室で小次郎とフリストと共にラグナロクを観戦して自身の出番を待っていたが、レオニダスの闘いぶりに生前の戦場で思う存分闘って散るのでは無くて、病で散った最期を思い出し、我慢できずにブリュンヒルデの元に自ら出場を希望して、10回戦への出場が決定した。
スサノヲとの戦いで重傷を負うも生前の幼少期に違った近藤との約束を果たせてないことからまだ散れないと、自身の中に棲んでいる『鬼子』に『武士』として生きるために死を覚悟の上で生前とは違って全てを出し切るよう言い、スカルモルドの能力で完全な肉体を得たことで死闘の末にスサノヲノミコトを倒すが息が止まってしまうも沖田を死なせないとした伊弉諾の『淤能碁呂』よって息を吹き返す。自身の元に来た近藤に自身の闘いはどうだったかと感想を聞き『誠の武士』の闘いだったと言われ喜び、勝利はしたが『鬼子』が消滅してしまい自分はもう闘えそうにないと言うが、近藤からはもう闘わなくていいと言われ涙を流す。その後は医務室で治療を受けている。
沖田と近藤の声優は、2017年に放送されたアニメ版『ちるらん にぶんの壱』でも担当しており、同一キャラとして今作でも続投している。
グレゴリー・ラスプーチン
ミシェル・ノストラダムス
フランスの世紀の預言者。
ブリュンヒルデの服を勝手に着てブリュンヒルデをからかったらりするなどお調子者で軽い性格であり、ブリュンヒルデからはかなり嫌われており「人類史上最も不愉快な漢」と酷評されている。その一方でクソ強いとその強さを認めておりノストラダムスを『我々のジョーカー』であると言っている。沖田や始皇帝同様自身の出番が来るのを待ち望んでおり、6回戦後にブリュンヒルデに直接自身の出番を聞きに来ていた。
かつて虹と闇の門を破壊し、神の禁忌を犯したため、人類で唯一冥界に堕とされた人間である。破壊した理由は壊したらどうなるのか思い付いて確かめたかったからということで、本人曰く「思いついたら何でも自分で確かめたくなる性質」その理由を悪びれる事もなく平然と笑顔で言いのけたことから、ゲルは最凶の愉快犯と戦慄した。ラグナロクで人類代表に選ばれたことで、冥界から天界に戻って来ているが、本人は冥界に送られたことはあまり苦痛には思っておらず、冥界を色々面白いと楽しんでおり、また本人がその気になればいつでも天界に戻って来れるとブリュンヒルデは言っている。また少し前からオーディンによってジークフリートの主治医を命じられており、それ故に"奈落"への通行証も持っている。本人曰く「事情があって」とのこと。
10回戦後にゲルを誘拐して"奈落"へ連れて行きゲルをジークフリートと対面させた。
シモ・ヘイヘ
冬戦争で活躍し、ソビエト赤軍から「白い死神」と恐れられたフィンランドの軍人。
本編には未登場だがキャラデザイン公開投票第一位になりイラストのみ先行公開された。
坂田金時
平安時代の武士であり、童話の金太郎で知られる伝説の武士。
釈迦とは顔見知りであり、釈迦からは「金ちゃん」と呼ばれている。7回戦後に病室を抜け出していた釈迦の元へ行き、金太郎飴を見舞いの品として持っていった。その後釈迦からとある頼みを受けるが、内容を聞く前に了承をする。その後冥界に赴き、ジークフリードの情報を集めていた。

### 戦乙女（ワルキューレ）
北欧の半神で、天界の危機に備え地上の人類を神兵候補として天に召す「魂の運び手」を担う13人の姉妹。人間の戦士たちと心を通わすことで、自らの身体をその戦士に最も適した神器に変化させる能力神器錬成（ヴェルンド）をもつ。ラグナロクにおいては、ワルキューレ達が所有者と運命を共にする「一蓮托生」の関係になることで、本来の能力以上の力を発生させて、神々に拮抗する力を神殺しの13人たちに与えるが、代償としてダメージの有無にかかわらず所有者が死亡すると、共に消滅する。
フリスト
声 - 小林ゆう
戦乙女の次女、神名の意味は「震える者」と「轟かす者」と2つの意味と力を持った唯一の戦乙女。神器錬成した相手とその武器は佐々木小次郎の備前長光三尺余寸で通称「物干し竿」と呼ばれる長刀バージョンと二刀バージョンの2種類。
「震える者」の物憂げな姿と、「轟かす者」の荒々しい姿の2面性を持つ。2回戦後にゲルの元に来た時には、ゲルを慰めながらも、死んでいった妹の仇を取ろうと怒りを露わにした荒々しい姿を見せた。
第3戦で「震える者」の力を持つ「物干し竿」に神器錬成し一度は折られるが、神器再錬によって「震える者」と「轟かす者」の両方の力を秘めた二本の刀へと変化し、勝利に貢献する。小次郎の勝利後は元の姿に戻り、満身創痍の小次郎に肩を貸しゲルの呼びかけにも応じ、小次郎と共に闘技場を後にした。その後は小次郎と共にラグナロクを観戦している。
スルーズ
声 - 三木晶
戦乙女の三女、神名の意味は「強き者」。神器錬成した相手とその武器は雷電為右衛門の超筋外骨締廻。雷電の制御不能な筋肉を抑え、自在にコントロールすることが出来る。
戦乙女のなかで最も身長が高く体格もいいが、雷電の言葉にトキメク乙女心も持っている。
八咫烏の反動で雷電の肉体が壊れ始めている状態の中で雷電の覚悟を聞くと自身の力で雷電に付き従い支え、雷電の敗北が決定的になった際雷電から神器錬成を解くよう言われるも、自身が惚れた男である雷電と運命を共にすると最初から決めており、雷電と共に完全に消滅した。
ランドグリーズ
声 - 川上彩
戦乙女の四女、神名の意味は「盾を壊す者」。神器錬成した相手とその武器は呂布の方天戟。
ブリュンヒルデの命によって初戦に参戦。ヤールングレイプルの片方を砕く力を発揮するが、トールの覚醒雷槌によって破壊され、呂布が斬首で死亡したことで共に消滅した。
ゲイレルル
戦乙女の五女、神名の意味は「槍を持ちて進む者」神器錬成した相手とその武器はレオニダスの盾。
十三姉妹で1番プライドが高く、フレックによると怒ると十三姉妹いち恐ろしくなり怒ったゲイレルルが折れた姿を見たことは一度もないとのこと。ラグナロクで自身らを舐めた態度を取ったアポロンに怒りを見せ、レオニダスの自身らの足元に這いつくばらせると言う提案にはノッたと笑みを浮かべていた。アポロンによって盾が砕かれ、レオニダスが死亡したことで共に消滅した。
スカルモルド
戦乙女の六女、神名の意味は「剣の刻」。神器錬成した相手は沖田総司の刀。
笑顔が特徴的な戦乙女であり、本人曰く「剣士の魂」に寄り添ってきた戦乙女とのことで、スサノヲノミコトとの闘いで沖田の剣士としての現在・過去・未来の可能性の全てを現在に強制的に引き出す事で沖田に剣士としての完全な肉体を与えた。沖田が勝利をしたものの息をしなくなった事で完全消滅しかけるも、伊弉諾の『淤能碁呂』によって息を吹き返したことで事なきを得た。
レギンレイヴ
声 - 川口莉奈
戦乙女の七女、神名の意味は「神々の残された者」。神器錬成した相手とその武器はアダムのメリケンサック。
ゼウスとの闘いを自身はほぼ無傷で切り抜けるが、アダムが死亡したことで共に消滅した。
ゲンドゥル
戦乙女の九女、神名の意味は「魔力を持つもの』神器錬成した相手とその武器はニコラ・テスラの『-超人-自動機械B』。
ブリュンヒルデによるとメンクイでイカつい性格の持ち主であり、「笑顔で人を刺すタイプ」とのことで、テスラとの神器錬成後にスーツ化した自身に触ったエジソンとガリレオに対して電撃で制裁をした。
テスラの敗北が決定的になり、人類に対してエールを贈るテスラの隣に姿を現し、笑みを浮かべながらテスラと共に完全消滅した。
アルヴィト
戦乙女の十女。神名の意味は「軍勢の守り手」神器錬成した相手と武器は始皇帝の『神羅鎧袖』で闘いの最中に『神羅鎧袖改・始皇勾践剣』と形を変えた。防御に特化した戦乙女であり、パートナーの始皇帝の体術を最大限に活かせられる。また、ブリュンヒルデ曰く、最強の守りとは攻撃であるとのこと。
試合前から自身のペアである始皇帝の言動に不満を持っており、姉であるフリストからも始皇帝とアルヴィトの性格や言動が違い過ぎることから不安な組み合わせだと思われており、人の言う事を聞かずに勝手な行動をし、神器錬成の練習もせずにいた始皇帝とは心は一つに出来ないと文句を言うが、自身を乙女として接する始皇帝の行動に心がときめき、始皇帝と神器錬成した。闘いの最中に始皇帝の言葉にらしくないと叱咤し、どうしても勝ちたいという思いに知ってると返して、それに応えようとし、自身の能力の全てを始皇帝に託した。7回戦後には『一蓮托生』によって受けた傷の治療を受けている。闘いを見届けたフリストは始皇帝のコンビは最高の相性だったと実感し、小次郎もハデスの攻撃の力を溜め込むのに耐えたアルヴィトの凄さを絶賛していた。
フレック
演 - 井上ほの花
戦乙女の十一女、神名の意味は「武器をガチャつかせる者」。神器錬成した相手とその武器はジャック・ザ・リッパーの触れた物全てを神器に変える手袋。
ブリュンヒルデの命でジャックのパートナーに選ばれたことに不服を申し立てるが、突如現れたジャックによって心を恐怖で染められ、神器強制される。ジャックの勝利後は元の姿に戻り、ヘラクレスを殺した感想を聞くと、哀しみの感情を知らないジャックを『可哀想な人』と憐れみを見せ、血塗れの服を着替えるため、ジャックよりも先に闘技場を後にした。その後ラグナロクをジャックと共に自身の控え室で観戦しているが、自身を揶揄うジャックを危険人物として監視している。

## 作中用語
神VS人類最終闘争（ラグナロク）
ヴァルハラ憲法第62条15項に定められた通称「神VS人類最終闘争法」と呼ばれる特別条項で定められた制度。人類の滅亡をかけて人間が神に一対一勝負のタイマンが行える。
人間側・神側が共に13人の出場闘士を決め、先に7勝を収めた時点で勝利する。神側が勝利を収めれば人類の滅亡が決定し、逆に人間側が勝利を収めれば1000年の生存が許可される。ゼウスによれば、『神・人類それぞれが13の闘士を出し、先に7つ取れば勝利』だけが決まっているルールとのこと。しかし実際は人間が神に勝つことなど誰も想定しおらず、作中の時系列以前までの過去に1度も適用されたことが無い。また、合意があればあらかじめ決定していた出場闘士の変更も可能となる。
ヴァルハラ闘技場
ラグナロクが行われている会場、一試合する毎にデザインが変わっていく。神側・人類側代表の各自専用の控え室も用意されている。
神器錬成（ヴェルンド）
戦乙女が闘士と共鳴し、その闘士に最も相応しい武器へと自らを変態させる能力。ブリュンヒルデによると、『神の神器（チート）に対抗出来る超越行為（チート）』とのこと。
しかし、ロキによると、『ただの神器錬成では神殺しの能力は得られない』とのこと。しかしブリュンヒルデは仏界の『一蓮托生』をもとに、闘士と戦乙女の命をも共鳴することで、神殺しの力を手に入れることに成功した。なお、神器錬成によって錬成された神器には、戦乙女の神名の意味が特性として秘められている。
由来は北欧神話に登場する鍛冶師ヴェルンドから。
魂の完全消滅（ニブルヘル）
魂と魂との戦いであるラグナロクの敗者に訪れる末路。敗北した場合、その者の魂が砕かれれば、復活や輪廻転生などの救済を得られなくなりただの宇宙の塵となる。
由来は北欧神話の冥界ニブルヘイムから。

## 書誌情報
- 原作：梅村真也・作画：アジチカ・構成：フクイタクミ 『終末のワルキューレ』 ノース・スターズ・ピクチャーズ 〈ゼノンコミックス〉、5巻
  1. 2018年5月19日発売、ISBN 978-4-19-980495-3
  2. 2018年9月20日発売、ISBN 978-4-19-980517-2
  3. 2019年3月20日発売、ISBN 978-4-19-980557-8
  4. 2019年7月20日発売、ISBN 978-4-19-980581-3
  5. 2019年11月20日発売、ISBN 978-4-19-980603-2
- 原作：梅村真也・作画：アジチカ・構成：フクイタクミ 『終末のワルキューレ』 コアミックス 〈ゼノンコミックス〉、既刊25巻（2025年7月18日現在）
  1. 2020年4月1日発売[24]、ISBN 978-4-86720-114-5
  2. 2020年4月1日発売[24]、ISBN 978-4-86720-115-2
  3. 2020年4月1日発売[24]、ISBN 978-4-86720-116-9
  4. 2020年4月1日発売[24]、ISBN 978-4-86720-117-6
  5. 2020年4月1日発売[24]、ISBN 978-4-86720-118-3
  6. 2020年4月20日発売[24]、ISBN 978-4-86720-119-0
  7. 2020年6月19日発売[24]、ISBN 978-4-86720-155-8
  8. 2020年9月19日発売[24]、ISBN 978-4-86720-168-8
  9. 2020年12月19日発売[24]、ISBN 978-4-86720-187-9
  10. 2021年3月18日発売[24]、ISBN 978-4-86720-204-3
  11. 2021年6月18日発売[24]、ISBN 978-4-86720-240-1
  12. 2021年9月18日発売[24]、ISBN 978-4-86720-263-0
  13. 2021年12月20日発売[24]、ISBN 978-4-86720-285-2
  14. 2022年3月19日発売[24]、ISBN 978-4-86720-316-3
  15. 2022年6月20日発売[24]、ISBN 978-4-86720-389-7 / ISBN 978-4-86720-390-3（特装版）
  16. 2022年9月20日発売[24]、ISBN 978-4-86720-415-3 / ISBN 978-4-86720-416-0（特装版）
  17. 2022年12月20日発売[24]、ISBN 978-4-86720-446-7
  18. 2023年3月20日発売[24]、ISBN 978-4-86720-480-1
  19. 2023年7月20日発売[24]、ISBN 978-4-86720-522-8 / ISBN 978-4-86720-523-5（特装版）
  20. 2023年11月20日発売[24]、ISBN 978-4-86720-585-3 / ISBN 978-4-86720-586-0（特装版）
  21. 2024年3月19日発売[24]、ISBN 978-4-86720-626-3
  22. 2024年7月20日発売[24]、ISBN 978-4-86720-671-3
  23. 2024年11月20日発売[24]、ISBN 978-4-86720-701-7
  24. 2025年3月19日発売[24]、ISBN 978-4-86720-748-2
  25. 2025年7月18日発売[24]、ISBN 978-4-86720-787-1
- 原作：『終末のワルキューレ』・作画：オノタケオ 『終末のワルキューレ異聞 呂布奉先飛将伝』 コアミックス 〈ゼノンコミックス〉、全7巻
  1. 2020年4月20日発売[25]、ISBN 978-4-86720-120-6
  2. 2020年9月19日発売[25]、ISBN 978-4-86720-169-5
  3. 2020年12月19日発売[25]、ISBN 978-4-86720-188-6
  4. 2021年6月18日発売[25]、ISBN 978-4-86720-243-2
  5. 2021年12月20日発売[25]、ISBN 978-4-86720-286-9
  6. 2022年6月20日発売[25]、ISBN 978-4-86720-391-0
  7. 2022年12月20日発売[25]、ISBN 978-4-86720-448-1
- 原作：『終末のワルキューレ』・作画：イイヅカケイタ 『終末のワルキューレ奇譚 ジャック・ザ・リッパーの事件簿』 コアミックス 〈ゼノンコミックス〉、既刊8巻（2025年7月18日現在）
  1. 2023年3月20日発売[26]、ISBN 978-4-86720-482-5
  2. 2023年7月20日発売[26]、ISBN 978-4-86720-524-2
  3. 2023年11月20日発売[26]、ISBN 978-4-86720-587-7
  4. 2024年3月19日発売[26]、ISBN 978-4-86720-627-0
  5. 2024年7月20日発売[26]、ISBN 978-4-86720-666-9
  6. 2024年11月20日発売[26]、ISBN 978-4-86720-700-0
  7. 2025年3月19日発売[26]、ISBN 978-4-86720-747-5
  8. 2025年7月18日発売[26]、ISBN 978-4-86720-780-2
- 原案：『終末のワルキューレ』、原作：成瀬乙彦、作画：岡本一兵 『終末のワルキューレ禁伝 神々の黙示録』 コアミックス 〈ゼノンコミックス〉、既刊3巻（2025年7月18日現在）
  1. 2024年11月20日発売[27]、ISBN 978-4-86720-699-7
  2. 2025年3月19日発売[27]、ISBN 978-4-86720-746-8
  3. 2025年7月18日発売[27]、ISBN 978-4-86720-778-9

## 賞歴
- このマンガがすごい! 2019 オトコ編 - 第5位[28]
- 全国書店員が選んだおすすめコミック 2019 一般部門 - 第5位[29]
- 次にくるマンガ大賞 2019 - 第20位[30]
- 第2回マンガ新聞大賞 - 第7位[31]

## Webアニメ
第1期は2021年6月17日よりNetflixにて配信開始。ナレーションは石井康嗣および沢城みゆき。
第2期『終末のワルキューレII』は2023年内にNetflixにて配信。1月26日に配信される前編（第1話〜第10話）と、同年7月12日に配信される後編（第11話〜第15話）で構成される。
第3期『終末のワルキューレIII』の制作が決定している。

### スタッフ
|                               | 第1期                             | 第2期                               | 第3期                            |
| ----------------------------- | --------------------------------- | ----------------------------------- | -------------------------------- |
| 原作                          | アジチカ、梅村真也、フクイタクミ  | アジチカ、梅村真也、フクイタクミ    | アジチカ、梅村真也、フクイタクミ |
| 監督                          | 大久保政雄                        | 大久保政雄                          | 初見浩一                         |
| シリーズ構成                  | 筆安一幸                          | 筆安一幸                            | むとうやすゆき                   |
| シリーズ構成                  | N/A                               | 山田由香                            | むとうやすゆき                   |
| キャラクターデザイン          | 佐藤正樹                          | 佐藤正樹                            | たなべようこ、川島尚             |
| 美術監督                      | 山口忍                            | 山口忍                              | 未公表                           |
| 美術監督                      | N/A                               | 長岡志織                            | 未公表                           |
| 美術設定                      | 島村大輔、小島伸一                | 山口忍、長岡志織                    | 未公表                           |
| 色彩設計                      | 内林裕美                          | 合田沙織                            | 未公表                           |
| 3D監督                        | 竹山諒一                          | 内田博基                            | 未公表                           |
| 撮影監督                      | 増元由紀大                        | 楊暁牧                              | 未公表                           |
| 編集                          | 丹彩子                            | 丹彩子                              | 未公表                           |
| 音楽                          | 高梨康治                          | 高梨康治                            | 未公表                           |
| 音楽制作                      | Team-MAX、豊田充弘                | Team-MAX、豊田充弘                  | 未公表                           |
| 音響監督                      | えびなやすのり                    | えびなやすのり                      | 未公表                           |
| プロデューサー                | 稲本幸子、川北健                  | 稲本幸子、川北健                    | 未公表                           |
| プロデューサー                | 住谷萌、宮城惣次、青井宏之        | 川瀬浩平、小澤文啓、松岡晃平        | 未公表                           |
| アニメーション プロデューサー | 漆山淳                            | 漆山淳                              | 未公表                           |
| アニメーション プロデューサー | N/A                               | 平澤直                              | 未公表                           |
| アニメーション制作            | グラフィニカ                      | グラフィニカ                        | MARU animation                   |
| アニメーション制作            | N/A                               | ゆめ太カンパニー                    | ゆめ太カンパニー                 |
| 製作                          | 「終末のワルキューレ」 製作委員会 | 「終末のワルキューレII」 製作委員会 | 未公表                           |

### 主題歌
「KAMIGAMI-神噛-」
マキシマム ザ ホルモンによる第1期オープニングテーマ。作詞・作曲はマキシマムザ亮君。
「不可避」
島爺による第1期エンディングテーマ。作詞・作曲は島爺、編曲はナナホシ管弦楽団。
「ルードルーズダンス」
美波による第2期オープニングテーマ。作詞・作曲は美波、編曲は美波と真船勝博。
「祈」
小野正利による第2期エンディングテーマ。作詞は小野、作曲・編曲はSYU（GALNERYUS）。

### 各話リスト
| 話数   | サブタイトル             | 脚本       | 絵コンテ          | 演出                                                             | 作画監督                                                                                       | 総作画監督                                                                   |       |       |       |       |       |       |       |       |       |       |       |       |       |       |       |       |       |       |
| 第1期  | 第1期                    | 第1期      | 第1期             | 第1期                                                            | 第1期                                                                                          | 第1期                                                                        | 第1期 | 第1期 | 第1期 | 第1期 | 第1期 | 第1期 | 第1期 | 第1期 | 第1期 | 第1期 | 第1期 | 第1期 | 第1期 | 第1期 | 第1期 | 第1期 | 第1期 | 第1期 |
| ------ | ------------------------ | ---------- | ----------------- | ---------------------------------------------------------------- | ---------------------------------------------------------------------------------------------- | ---------------------------------------------------------------------------- | ----- | ----- | ----- | ----- | ----- | ----- | ----- | ----- | ----- | ----- | ----- | ----- | ----- | ----- | ----- | ----- | ----- | ----- |
| 第1話  | ラグナロク               | 筆安一幸   | 大久保政雄        | 山本靖貴                                                         | たなべようこ 坂上怜司                                                                          | 佐藤正樹                                                                     |       |       |       |       |       |       |       |       |       |       |       |       |       |       |       |       |       |       |
| 第2話  | 好敵手                   | 北久保弘之 | 大久保政雄        | 坂上怜司                                                         |                                                                                                | 佐藤正樹                                                                     |       |       |       |       |       |       |       |       |       |       |       |       |       |       |       |       |       |       |
| 第3話  | 必殺技                   | 鹿谷拓史   | 大久保政雄        | 関崎高明 つなきあき                                              | 佐藤正樹 赤堀重雄                                                                              |                                                                              |       |       |       |       |       |       |       |       |       |       |       |       |       |       |       |       |       |       |
| 第4話  | 歓喜                     | 於地紘仁   | 山田弘和          | 津幡佳明 松下清志 飯田史雄 川島尚                                | 佐藤正樹                                                                                       |                                                                              |       |       |       |       |       |       |       |       |       |       |       |       |       |       |       |       |       |       |
| 第5話  | File No.00000000001      | 山本靖貴   | 山本靖貴          | たなべようこ 大籠之仁                                            | 飯田史雄                                                                                       |                                                                              |       |       |       |       |       |       |       |       |       |       |       |       |       |       |       |       |       |       |
| 第6話  | 華麗なる模倣             | 大久保政雄 | 於地紘仁          | つなきあき 北條裕之 林怡君                                       | 飯田史雄                                                                                       |                                                                              |       |       |       |       |       |       |       |       |       |       |       |       |       |       |       |       |       |       |
| 第7話  | 楽園追放                 | 於地紘仁   | 雄谷将仁          | 中島渚 菊池陽介                                                  | 飯田史雄                                                                                       |                                                                              |       |       |       |       |       |       |       |       |       |       |       |       |       |       |       |       |       |       |
| 第8話  | あふれる愛               | 大久保政雄 | 宇根信也          | 坂上怜司 飯島弘也 飯田史雄 大籠之仁                              | -                                                                                              |                                                                              |       |       |       |       |       |       |       |       |       |       |       |       |       |       |       |       |       |       |
| 第9話  | 大海の暴君               | 大久保政雄 | 山田弘和          | 川島尚 松下清志                                                  | -                                                                                              |                                                                              |       |       |       |       |       |       |       |       |       |       |       |       |       |       |       |       |       |       |
| 第10話 | 最強の敗者               | 山本靖貴   | 真野玲            | たなべようこ 関崎高明                                            | -                                                                                              |                                                                              |       |       |       |       |       |       |       |       |       |       |       |       |       |       |       |       |       |       |
| 第11話 | 燕が見た深淵             | 於地紘仁   | 於地紘仁          | 吉川佳織 川島尚 飯田史雄 兵頭敬                                  | -                                                                                              |                                                                              |       |       |       |       |       |       |       |       |       |       |       |       |       |       |       |       |       |       |
| 第12話 | そしてラグナロクはつづく | 大久保政雄 | 於地紘仁 所俊克   | 西野理恵 坂上怜司 大籠之仁 たなべようこ 飯田史雄 STUDIO DAFFODIL | 佐藤正樹                                                                                       |                                                                              |       |       |       |       |       |       |       |       |       |       |       |       |       |       |       |       |       |       |
| 第2期  |                          |            |                   |                                                                  |                                                                                                |                                                                              |       |       |       |       |       |       |       |       |       |       |       |       |       |       |       |       |       |       |
| 第1話  | 正義VS悪                 | 筆安一幸   | 大久保政雄        | 所俊克                                                           | 坂上玲司                                                                                       | -                                                                            |       |       |       |       |       |       |       |       |       |       |       |       |       |       |       |       |       |       |
| 第2話  | 不屈の闘神               | 筆安一幸   | 初見浩一          | 又野弘道                                                         | 山崎展義 Park Gun ha Kim Young sik Kim Sun tae Lee Eun young                                   | 赤堀重雄                                                                     |       |       |       |       |       |       |       |       |       |       |       |       |       |       |       |       |       |       |
| 第3話  | 怪物の誕生               | 筆安一幸   | 初見浩一          | 於地紘仁                                                         | 小野田雄亮                                                                                     | Kim Hyung il Lee Joo hyeun Shin Jae ik Jang Hee kyu Oh Eun soo Kim Yoon jung |       |       |       |       |       |       |       |       |       |       |       |       |       |       |       |       |       |       |
| 第4話  | 最後の御業               | 筆安一幸   | 大久保政雄        | 宇根信也                                                         | 熊谷哲矢 川島尚 飯田史雄                                                                       | -                                                                            |       |       |       |       |       |       |       |       |       |       |       |       |       |       |       |       |       |       |
| 第5話  | 鎮魂                     | 筆安一幸   | 大久保政雄        | きみやしげる                                                     | 西村理恵 つなきあき 林怡君                                                                     | -                                                                            |       |       |       |       |       |       |       |       |       |       |       |       |       |       |       |       |       |       |
| 第6話  | それぞれの思惑           | 筆安一幸   | 西澤 晋           | 加藤もえ                                                         | Won Chang hee Kim Hyung il Lim Keun soo Jang Hee kyu Kim Yoon jung Oh Eun soo                  | 熊谷哲矢                                                                     |       |       |       |       |       |       |       |       |       |       |       |       |       |       |       |       |       |       |
| 第7話  | 百閉                     | 山田由香   | 於地紘仁          | 於地紘仁                                                         | 高橋和徳 川島尚 林怡君 Lee Eun young Park Su yeon                                              | 熊谷哲矢                                                                     |       |       |       |       |       |       |       |       |       |       |       |       |       |       |       |       |       |       |
| 第8話  | 1116の天辺               | 鴻野貴光   | きみやしげる      | きみやしげる                                                     | 白鳥弘公 稲葉栄                                                                                | 赤堀重雄                                                                     |       |       |       |       |       |       |       |       |       |       |       |       |       |       |       |       |       |       |
| 第9話  | 共鳴                     | 大知慶一郎 | 片貝慎            | 北久保弘之                                                       | 坂上玲司 飯田史雄 佐藤茜 赤堀重雄                                                              | -                                                                            |       |       |       |       |       |       |       |       |       |       |       |       |       |       |       |       |       |       |
| 第10話 | 崖っぷち                 | 山田由香   | 福田道生 加藤もえ | 加藤もえ                                                         | 関崎高明 つなきあき 川島尚 東美帆                                                              | -                                                                            |       |       |       |       |       |       |       |       |       |       |       |       |       |       |       |       |       |       |
| 第11話 | 第6回戦                  | 大知慶一郎 | きみやしげる      | きみやしげる                                                     | Kim Yoon jung Kwon Oh sik Park Hoon Lee Joo hyeun                                              | 熊谷哲矢                                                                     |       |       |       |       |       |       |       |       |       |       |       |       |       |       |       |       |       |       |
| 第12話 | 零                       | 鴻野貴光   | 片貝慎            | 片貝慎                                                           | 西野理恵 北條裕之 東美帆 Lee Eun young                                                         | -                                                                            |       |       |       |       |       |       |       |       |       |       |       |       |       |       |       |       |       |       |
| 第13話 | 史上最強の思春期         | 鴻野貴光   | 於地紘仁          | 於地紘仁                                                         | 高橋和徳 山﨑展義 川島尚 北條裕之 林怡君 呉桐 森口弘之 𠮷田肇 しまだひであき 荆丹燚 大久保政雄 | -                                                                            |       |       |       |       |       |       |       |       |       |       |       |       |       |       |       |       |       |       |
| 第14話 | 冥界の伝説               | 山田由香   | 於地紘仁          | 加藤もえ                                                         | つなきあき Kim Yoon jung Jang Heekyu Joung Eun joung                                           | -                                                                            |       |       |       |       |       |       |       |       |       |       |       |       |       |       |       |       |       |       |
| 第15話 | 光の道                   | 鴻野貴光   | 於地紘仁          | 於地紘仁                                                         | 高橋和徳 佐藤哲也 林怡君 陣内美帆 Lee Eun young Lee Sung jin                                   | -                                                                            |       |       |       |       |       |       |       |       |       |       |       |       |       |       |       |       |       |       |

### テレビ放送
第1期が2021年10月から12月までTOKYO MXほかにて放送された。全ての放送回で、出演声優によるオーディオコメンタリーが聴ける副音声放送が実施される。
第2期は2023年4月から、TOKYO MXほかにて放送された。
| 放送期間                 | 放送時間                     | 放送局                    | 対象地域   | 備考                      |
| ------------------------ | ---------------------------- | ------------------------- | ---------- | ------------------------- |
| 2021年10月2日 - 12月18日 | 土曜 0:30 - 1:00（金曜深夜） | TOKYO MX                  | 東京都     |                           |
|                          |                              | BS11                      | 日本全域   | BS放送 / 『ANIME+』枠     |
|                          | 土曜 2:55 - 3:25（金曜深夜） | 毎日放送                  | 近畿広域圏 | 製作参加                  |
| 2021年10月3日 - 12月19日 | 日曜 22:00 - 22:30           | カートゥーン ネットワーク | 日本全域   | CS放送 / リピート放送あり |

| 放送期間        | 放送時間                     | 放送局   | 対象地域   | 備考                  |
| --------------- | ---------------------------- | -------- | ---------- | --------------------- |
| 2023年4月15日 - | 土曜 0:30 - 1:00（金曜深夜） | TOKYO MX | 東京都     |                       |
|                 |                              | BS11     | 日本全域   | BS放送 / 『ANIME+』枠 |
|                 | 土曜 2:55 - 3:25（金曜深夜） | 毎日放送 | 近畿広域圏 |                       |

### ミニアニメ
YouTubeの『Warner Bros.Japan Anime』チャンネルで短編アニメが配信中。
カートゥーンネットワークでは、第1期の放送を記念して、同局限定放送の本作のオリジナル短編アニメが製作された。
| #  | サブタイトル                                | 配信日         |
| -- | ------------------------------------------- | -------------- |
| 1  | 神&偉人紹介 #01 〜ブリュンヒルデ〜          | 2021年 7月27日 |
| 2  | 神&偉人紹介 #02 〜ゲル〜                    | 8月5日         |
| 3  | 神&偉人紹介 #03 〜呂布奉先〜                | 8月10日        |
| 4  | 神&偉人紹介 #04 〜アダム〜                  | 8月17日        |
| 5  | 神&偉人紹介 #05 〜佐々木小次郎〜            | 8月24日        |
| 6  | 神&偉人紹介 #06 〜トール〜                  | 8月31日        |
| 7  | 神&偉人紹介 #07 〜ゼウス〜                  | 9月8日         |
| 8  | 神&偉人紹介 #08 〜ポセイドン〜              | 9月14日        |
| 9  | 戦乙女作戦会議 #01 〜打倒トール神〜         | 9月21日        |
| 10 | 戦乙女作戦会議 #02 〜大神ゼウスとは〜       | 9月23日        |
| 11 | 戦乙女作戦会議 #03 〜ポセイドンを研究せよ〜 | 9月25日        |
| 12 | 神々の体力テスト #01 〜雷神トール〜         | 9月27日        |
| 13 | 神々の体力テスト #02 〜大神ゼウス〜         | 9月29日        |
| 14 | 神々の体力テスト #03 〜海神ポセイドン〜     | 10月1日        |

## 舞台
「『終末のワルキューレ』〜The STAGE of Ragnarok〜」のタイトルで、2021年11月27日から12月5日にかけて、こくみん共済coopホール（全労済ホール） / スペース・ゼロにて開催。

### スタッフ（舞台）
- 原作 - 『終末のワルキューレ』作画：アジチカ、原作：梅村真也、構成：フクイタクミ[9]
- 演出 - 加古臨王[9]
- 脚本 - Spacenoid Writers' Room（月森葵、野ノ栖千晶、会沢青、伊藤栄之進）[9]